# Michael Schumacher
Michael Schumacher (* 3. ledna 1969 Hürth-Hermühlheim) je bývalý německý automobilový závodník, sedminásobný mistr světa formule 1 a statisticky nejúspěšnější závodník v historii tohoto sportu. Drží mnoho rekordů ve formuli 1, získal společně s Lewisem Hamiltonem nejvíce mistrovských titulů. V sezoně 2002 se stal jediným jezdcem v historii, který se umístil ve všech závodech sezony na stupních vítězů.
Po začátcích na motokárách vyhrál německé šampionáty Formule König a Formule 3, poté závodil za Mercedes v Mistrovství světa sportovních vozů. V Grand Prix Belgie 1991 debutoval ve formuli 1 s týmem Jordan, pak přestoupil do stáje Benetton, kde se v letech 1994 a 1995 stal mistrem světa, roku 1996 odešel do týmu Ferrari, se kterým v letech 2000–2004 vyhrál pětkrát titul mistra světa. 
Kariéru poprvé ukončil roku 2006 ve Scuderii Ferrari, kde do roku 2009 působil jako poradce. Pak se ale rozhodl k závodění ještě vrátit a v prosinci 2009 podepsal tříletou smlouvu s německou stájí Mercedes Grand Prix. 10. října 2012 na tiskové konferenci oznámil, že definitivně končí.
Jeho kariéru poznamenalo několik kontroverzních momentů, v závěrečných závodech dvakrát v souboji o titul kolidoval se svými soupeři, v roce 1994 s Damonem Hillem a roku 1997 s Jacquesem Villeneuvem; za druhý z těchto incidentů byl v roce 1997 vyloučen ze šampionátu (body a vítězství mu byly nicméně ponechány). Několikrát byl potrestán za nebezpečnou jízdu a týmovou režii (trest udělen stáji Ferrari, jejíž vedení týmovou režii řídilo).
Působil jako vyslanec UNESCO, angažoval se v četných charitativních projektech, na které daroval desítky milionů dolarů. Je ženatý s manželkou Corinnou, má dvě děti a žije ve Švýcarsku. Na konci roku 2013 utrpěl při lyžování vážný úraz hlavy, po kterém upadl do kómatu. Od té doby se na veřejnosti neobjevil, je v domácí péči a jeho stav je předmětem spekulací, pravděpodobně je těžce paralyzován.
Jeho bratr Ralf je rovněž bývalým pilotem formule 1, syn Mick Schumacher vyhrál v roce 2020 šampionát Formule 2 a podepsal smlouvu s týmem Haas F1, se kterým v Grand Prix Bahrajnu 2021 debutoval v F1.

## Osobní život
Narodil se v městské části Hürth-Hermühlheim do rodiny vyučeného kamnáře a zedníka Rolfa Schumachera a jeho ženy Elisabeth, která provozovala u motokárové trati Kerpen-Horrem kavárnu. V roce 1975 se jim narodil druhý syn Ralf, který rovněž závodil ve formuli 1. Reálku Otto Hahna v Kerpenu ukončil v roce 1986 a pokračoval jako učeň v autoservisu obchodního zástupce Volkswagenu a BMW a automobilového závodníka Williho Bergmeistera. Závěrečné zkoušky složil kvůli závodění o půl roku později na jaře 1989 napoprvé. Se svou ženou Corinnou Schumacherovou (* 2. března 1969, Halver, rozená Betschová) začal chodit v listopadu 1991 po jejím rozchodu se Schumacherovým soupeřem Heinz-Haraldem Frentzenem. Úřední svatba proběhla 1. srpna 1995 v Kerpenu, církevní na hoře Petersberg nedaleko Bonnu 5. srpna 1995. Mají spolu dvě děti, dcera Gina-Maria se narodila 20. února 1997 a syn Mick 22. března 1999. V letech 1992 až 1996 bydlel kvůli výhodným daním v Monte Carlu, poté se přestěhoval do švýcarského Vufflens-le-Château. Od roku 2008 žije na 14hektarovém pozemku v Glandu u Ženevského jezera v pětiposchoďovém domě, který údajně stál jedenáct milionů eur. Matka Elisabeth Schumacherová zemřela během čekání na transplantaci jater 20. dubna 2003, v den konání Grand Prix San Marina, kterou přesto oba bratři absolvovali, neboť podle vyjádření M. Schumachera by si to matka přála. Od roku 1997 byl členem fotbalových klubů FC Aubonne a FC Echichens, které hrají 3. švýcarskou ligu.

### Úraz na horách
Dne 29. prosince 2013 při lyžování v Alpách utrpěl vážný úraz hlavy (přestože měl ochrannou helmu). Během sjezdu neupraveného svahu narazil při pádu hlavou do skály a byl urychleně transportován do nemocnice v Moutiers a poté do nemocnice v Grenoblu, která zveřejnila, že se nachází v kritickém stavu v kómatu. Dne 30. prosince 2013 ve 22 hodin prodělal druhou operaci hlavy a jeho stav se stabilizoval, ale nadále zůstal kritický. Dne 29. ledna 2014 lékaři začali s postupným probouzením z kómatu. Dne 16. června 2014 oznámila světová média, že již Schumacher opustil nemocnici v bdělém stavu a bude se dále podrobovat rehabilitaci na klinice v Lausanne. Tuto zprávu posléze v oficiálním prohlášení potvrdila i Schumacherova manažerka Sabine Kehmová. Dne 9. září 2014 byl Schumacher převezen domů, kde pokračuje jeho léčení a rehabilitace.
V září 2019 vyšlo najevo, že byl Schumacher převezen do pařížské nemocnice Hôpital européen Georges-Pompidou. Jeho zdravotní stav je i nadále vážný, podle některých informací jsou velmi omezené jeho možnosti pohybu i komunikace, své okolí však vnímá. 5. prosince 2019 měl vyjít nový dokument Schumacher, kde mělo být poodhaleno více o jeho zdravotním stavu. Premiéra dokumentu byla odložena na 15. září 2021, ovšem žádné soukromé informace související s jeho stavem zde nakonec odhaleny nebyly.

## Začátky

### Motokáry
Otec Rolf ho k motoristickému sportu přivedl již ve čtyřech letech, když jako součást odměny za práce na rekonstrukci motokárové dráhy Kerpen-Horrem získal členství pro svého syna. První novinový článek o Schumacherovi, nazvaný Michael – klein, aber schnell (česky Michael – malý, ale rychlý) vyšel právě v jeho čtyřech letech, v té době byl asi čtyři týdny členem motokárového klubu. Noviny jej zachytily na domácí trati pojmenované po závodníkovi Wolfgangu von Tripsovi. Jeho motokára byla podomácku vyrobená z dílů šlapacího autíčka Kettcar a motoru z malého mopedu, jako nádrž sloužila plechovka. Toto vozítko, které dostal ke čtvrtým narozeninám, dosahovalo rychlosti až 45 km/h. Závod poprvé absolvoval v roce 1974, kdy získal první vítězství, o rok později se stal juniorským mistrem kerpenského klubu. Ve dvanácti letech chtěl poprvé startovat v oficiálním mistrovství Německa, ale německé předpisy dovolují start až jezdcům starším čtrnácti let, otec proto pro syna musel sehnat potřebná povolení; nakonec startoval pod lucemburskou licencí. V roce 1984 vyhrál juniorské mistrovství Německa, roku 1985 titul obhájil a zároveň získal titul vicemistra světa. V sezoně 1986 si vyjel třetí místa v seniorském mistrovství Německa a Evropy. Sezonou 1987 zakončil své působení v motokárách tituly mistra Německa a Evropy a stanul na druhém místě v jihoafrické velké ceně motokár.

### Juniorské formule

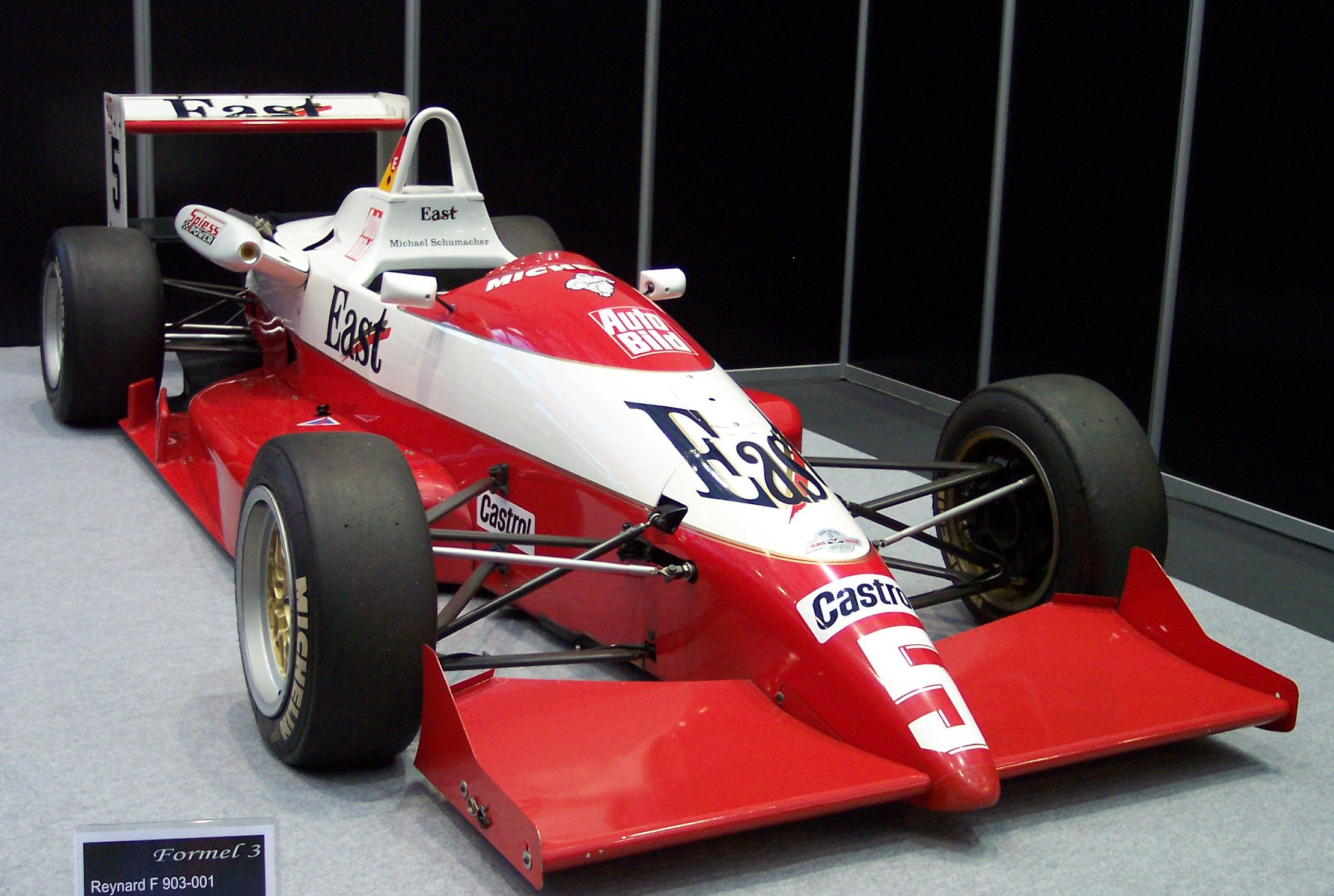
Schumacherův monopost Formule 3 Reynard F 903-001

V roce 1988 se zúčastnil druhého mistrovství Německa ve Formuli König, kde zvítězil v devíti z deseti závodů a stal se mistrem Německa. Startoval také za tým Eufra ve čtyřech závodech v evropském mistrovství Formule Ford 1600, kde si po vítězství v Zandvoortu zajistil druhé místo. Rovněž absolvoval osm z dvanácti velkých cen německé Formule Ford 1600, kde obsadil šesté místo. Na podzim roku 1988 jej pozval tehdejší majitel týmu WTS (Weber Trella Stuttgart) Willi Weber na testy formule 3 na Nürburgringu. Schumacher na něj zapůsobil, Weber s ním uzavřel smlouvu na rok 1989 a zároveň manažerskou smlouvu, za kterou jej byl ochotný celou sezonu finančně podporovat. Měl být oporou týmové jedničce Frentzenovi, v sezoně vyhrál tři závody a skončil jeden bod za mistrem Wendlingerem na děleném druhém místě spolu s Frentzenem. V roce 1990 se stal mistrem německé Formule 3 se šesti výhrami z jedenácti závodů. Další vavřín získal v prestižní Grand Prix Macau.

### Sportovní vozy
V roce 1989 byl spolu s Frentzenem a Wendlingerem zařazen do juniorského týmu Mercedesu, který byl určen k výchově mladých jezdců pro mistrovství světa sportovních vozů. Vůz poprvé testoval na okruhu Paula Ricarda na podzim 1989. V roce 1990 startoval ve čtyřech závodech, dvakrát skončil na druhém místě a v Mexiku spolu s Jochenem Massem vyhrál. Roku 1991 absolvoval s Mercedesem celou sezonu Mistrovství světa sportovních vozů skupiny C, pět z osmi závodů kvůli poruchám nedokončil, zvítězil v Autopolisu, druhý skončil v Silverstonu, celkově obsadil dělené deváté místo. V závodě 24 hodin Le Mans zajel v roce 1991 nejrychlejší kolo. Čtyřikrát se zúčastnil závodů DTM, dvakrát nedokončil a nejlépe dojel čtrnáctý. V závodě japonské F 3000 dojel druhý.

## Formule 1

### 1991: Jordan

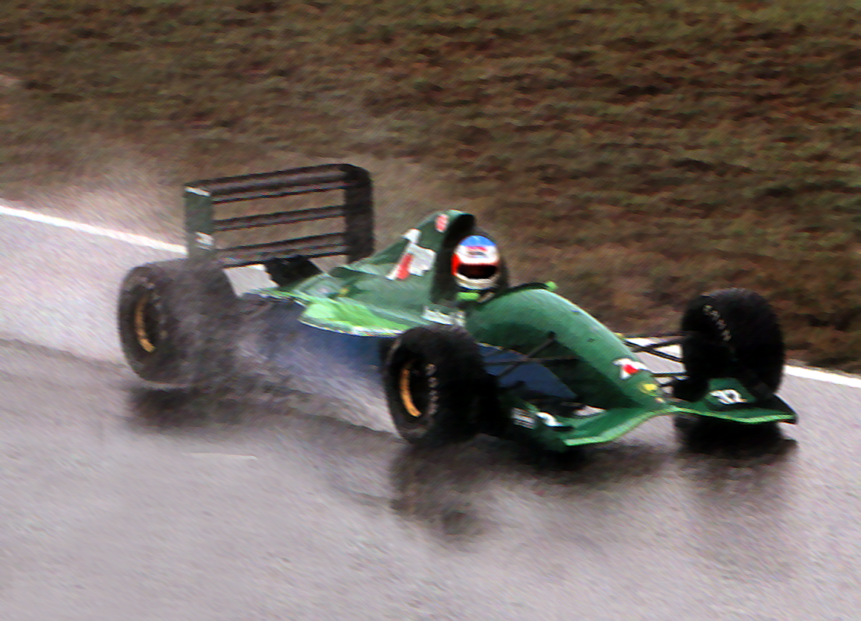
Michael Schumacher testující Jordan 191

Tým Jordan mu nabídl místo závodního pilota pro Velkou cenu Belgie, mecenáši Mercedesu za tento start ovšem zaplatili 250 000 liber. Místo u Jordanu se uvolnilo kvůli incidentu belgického pilota Bertranda Gachota, který v prosinci 1990 postříkal slzným plynem londýnského taxikáře Erica Courta, za což dostal trest osmnáct měsíců vězení; ten mu byl po odvolání zkrácen. Navíc Schumacherově angažmá pomohlo i jeho tvrzení, že trať ve Spa dobře zná, přestože zde absolvoval pouze vyjížďku na kole. Vůz formule 1 poprvé testoval v Silverstonu 20. srpna 1991. V belgické grand prix startoval s číslem 32; všechny překvapil, kvalifikoval se na sedmém místě, čímž o čtyři pozice porazil svého zkušeného kolegu, Itala Andreu de Cesarise. Schumacherova sedmá pozice na startu se stala nejlepším kvalifikačním výsledkem německého pilota ve formuli 1 za posledních osm let (od Grand Prix Kanady 1983, do které Manfred Winkelhock také odstartoval sedmý). Schumacher kvůli poruše spojky ujel od startu pouze několik set metrů. Svým výkonem udělal dojem na Eddieho Jordana, který mu nabídl stálé angažmá na tři roky, ale Mercedes by musel každý rok zaplatit osm milionů marek. Smlouva měla být podepsána za čtrnáct dní v Monze.

### 1991–1995: Benetton

#### 1991
Manažer Benettonu Flavio Briatore si německého pilota při předchozí velké ceně povšiml a vyhodil z týmu Brazilce Roberta Morena, aby uvolnil místo pro Schumachera. Roli hrál i Jordanův již nasmlouvaný motor Yamaha, který nevyhovoval vysokým ambicím jezdcova manažera Webera. Schumacher dokázal i ve žlutozeleném benettonu s číslem devatenáct v kvalifikaci porazit týmového kolegu, trojnásobného mistra světa Nelsona Piqueta, kterého porazil i v závodě pátým místem a získal tak své první dva body do Poháru jezdců. Další dva body získal za dvě šestá místa v Portugalsku a Španělsku, kde dokonce bojoval o vedení v závodě. Poslední dvě velké ceny nedokončil, v Japonsku mu po těžké nehodě v kvalifikaci explodoval v 35. okruhu motor a v Austrálii, kde jezdil na mokré trati čtvrtý, kolidoval v šestém kole s Alesim. Celkově získal čtyři body, v šampionátu skončil na dvanáctém místě, jeho nejlepším kvalifikačním výsledkem byla pátá startovní pozice v GP Itálie.

#### 1992
V roce 1992 absolvoval svou první kompletní sezonu ve formuli 1. Při předsezonním testování vyšlo najevo, že s Schumacherem počítá i tým Sauber podporovaný Mercedesem, po zákulisních jednáních se svých smluvních práv vzdal se sdělením, že „Nechceme stát Michaelovi v cestě.“ Schumacher začal čtvrtým místem v Jihoafrické republice. V Mexiku a Brazílii skončil třetí, když dvakrát předjel Ayrtona Sennu, ve Španělsku poprvé startoval z první řady a po Patreseho hodinách dojel druhý v novém Benettonu B192, který poprvé vyvíjeli Ross Brawn a Rory Byrne. Při Velké ceně San Marina po chybě vylétl z trati, v Monaku po kolizi s Alesim dokončil čtvrtý. V Kanadě skončil druhý za Bergerovým McLarenem. Během vlhké Grand Prix Francie naboural zadní část Sennova vozu. Při velké ceně v Silverstonu jej poprvé porazil týmový kolega Martin Brundle, se kterým kolidoval v následující Grand Prix Maďarska a závod kvůli ulomení zadního křídla nedokončil.
Rok po premiéře ve Spa tu slavil své první vítězství, když po dešti strategicky nasadil hladké pneumatiky. Byla to první výhra německého pilota od Grand Prix Španělska 1975, kdy triumfoval Schumacherův rádce v Mercedesu Jochen Mass. Velkou cenu Itálie dokončil třetí. A to i přesto, že v první zatáčce přišel o přední křídlo, po jehož výměně a následné šílené stíhací jízdě, se po 25 kolech dostal na páté místo, ale i kvůli problémům se spojkou. I další dvě velké ceny jej provázely technické potíže, v Portugalsku mu na startu zhasl motor, musel proto startovat z konce roštu, během závodu měl defekt a dojel na nebodovaném sedmém místě, v Japonsku mu na třetím místě selhala převodovka. V posledním závodě zajel podruhé v kariéře nejrychlejší kolo závodu a dojel druhý. V Poháru jezdců získal třetí místo za dominujícími jezdci Williamsu, které držel od druhého závodu v sezoně. V týmovém souboji v kvalifikaci Brita porazil 16:0, čtvrtinu těchto kvalifikací vyhrál jen o jediném místo.

#### 1993
I sezona 1993 se nesla ve znamení boje Schumachera se Sennou. Týmovým kolegou se stal Ital Riccardo Patrese. Rodák z Kerpenu do běžné závodní rutiny vnesl nový prvek, když si před závodem vždy objel okruh na kole. První dva závody museli oba jezdci používat loňský model vozu. V prvním závodě se Brazilce snažil předjet na druhé místo, vylétl z trati a závod nedokončil. V Interlagosu po nevydařené zastávce v boxech skončil třetí. Deštivou velkou cenu v Donington Parku po smyku nedokončil. V Imole dojel druhý za Alainem Prostem, na stupně vítězů dosáhl i v Barceloně. Vedení v Monaku, kdy tým do monopostu implementoval elektronickou kontrolu prokluzu, kvůli závadě hydrauliky nemohl využít. V dalších čtyřech závodech se radoval ze stupňů vítězů, když v Montrealu dojel druhý, v Magny-Cours třetí po předjetí Senny, kterého porazil i stříbrnou příčkou v Grand Prix Velké Británie, stejné umístění získal i v domácí Velké ceně Německa.
V následujícím závodě na Hungaroringu po startu ze třetího místa udělal dva smyky a skončil kvůli závadě benzinového čerpadla. Ve své oblíbené Belgii skončil druhý, když předjel Sennu i Prosta. Další technické obtíže jej postihly při Velké ceně Itálie, kdy musel z druhého místa odstoupit kvůli závadě motoru. První vítězství ve své třetí sezoně zaznamenal po souboji s Prostem v Grand Prix Portugalska. Poslední dva závody sezony se mu nevydařily, v Grand Prix Japonska se vyřadil v jedenáctém kole v souboji s Damonem Hillem a účinkování v australské grand prix mu překazil po devatenácti kolech motor. V konečné pořadí šampionátu obsadil čtvrté místo s 52 body, jedním vítězstvím, pěti stříbrnými a třemi bronzovými příčkami. V kvalifikaci opět svého stájového kolegu porazil 16:0. Na konci sezony na nátlak manažera Webera i vlastníka týmu McLaren Rona Dennise, který se o služby německého pilota zajímal, Briatore Schumacherovi nabídl novou smlouvu, která mu zaručovala roční příjem šesti milionů dolarů.

#### 1994

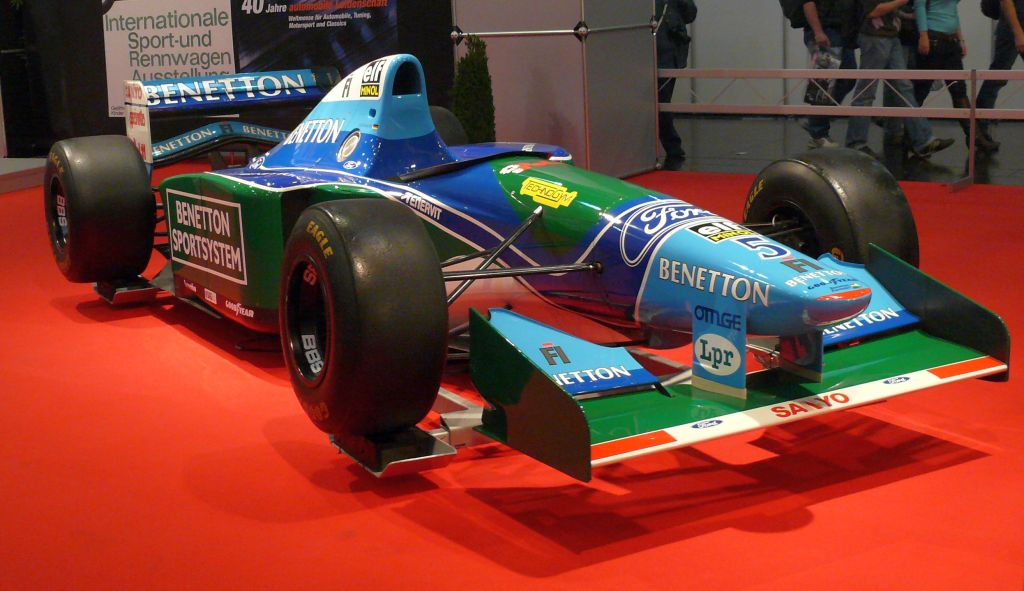
Benetton B194, se kterým získal první mistrovský titul

Rozporuplný pohled na Schumachera přinesl další ročník formule 1. První tři grand prix vyhrál, když v Brazílii předjel celé závodní pole o kolo a v Pacifiku předčil druhého Hilla o 75 sekund. Po tragické Grand Prix San Marina, kde zemřeli Roland Ratzenberger a Schumacherův vzor Ayrton Senna, Němec uvažoval o úplném odchodu ze světa automobilových závodů. V Grand Prix Monaka si vyjel první pole position v kariéře, kterou proměnil ve vítězství. Ve Španělsku dojel druhý, když 43 z 65 okruhů musel odjet s poškozenou převodovkou na pátý převodový stupeň. Po dalším prvenství v kvalifikaci zvítězil i ve Velké ceně Kanady, kde zbytek závodníků na střídavě deštivé trati deklasoval, druhého Hilla dělilo od vítěze čtyřicet sekund. V Grand Prix Francie přes třetí místo v kvalifikaci dokázal porazit oba piloty stáje Williams, kteří startovali před ním. V Británii zajel druhý nejlepší kvalifikační čas, v zahřívacím kole předjel Damona Hilla a opět se za něj zařadil, za což dostal pětisekundovou penalizaci, kterou na pokyn týmu ignoroval, proto mu traťoví komisaři ukázali černou vlajku, tu opět na pokyn týmu neuposlechl a po diskuzi vedení týmu s traťovými komisaři absolvoval původní pětisekundovou penalizaci, po závodě mu bylo ponecháno druhé místo, ale tým i Schumacher dostali pokutu 15 000 liber. Do situace se vložil prezident FIA Max Mosley. Při červnovém soudu v Paříži Schumacherovi bylo odebráno druhé místo i šest bodů a byl vyloučen ze dvou závodů. Výkon trestu byl po odvolání Benettonu odložen o tři grand prix.
V Grand Prix Německa se až do poruchy motoru držel na druhém místě. Triumfoval v kvalifikaci i závodě v Maďarsku. V Belgii vyhrál, ale byl diskvalifikován pro nepovolenou techniku, protože dřevěná deska na spodní části vozu byla o jeden milimetr tenčí, než dovolují pravidla. Následující dva závody si odpykával trest zákazu startu z GP Velké Británie; Schumacherův hlavní konkurent Hill oba závody vyhrál, čímž se situace v průběžném pořadí Poháru jezdců zdramatizovala. V Grand Prix Evropy vyhrál kvalifikaci a v přímém souboji porazil svého rivala Damona Hilla. I na japonské grand prix odstartoval z prvního místa, ovšem na mokru prohrál souboj s Hillem během zastávek v boxech. Do posledního závodu nastupoval s jednobodovým náskokem před Britem, kterého porazil v kvalifikaci. Ovšem v 35. kole narazil do zdi, s poškozeným vozem se vrátil na trať, Hill se jej snažil v pravotočivé zatáčce podjet, Němec mu však nenechal dostatek místa a následná kolize vyřadila oba ze hry; šampionem se tak stal Schumacher, který získal jako první Němec titul mistra světa formule 1.

#### 1995
Sezónu zahájil s novým motorem Renault, který používali i jeho konkurenti z Williamsu, a obtížně ovladatelným vozem B195, vítězně závodem v Brazílii, ze kterého byl posléze spolu s Coulthardem diskvalifikován za použití nepovoleného paliva; po několika měsících FIA diskvalifikaci zrušila. Po Velké ceně San Marina se do čela průběžného pořadí dostal Damon Hill, když Schumacher s hladkými pneumatikami havaroval na mokré dráze. Německý pilot vyhrál závod ve Španělsku, čímž se vrátil do čela mistrovství světa a vedení si už nenechal vzít. Zvítězil v Monaku, když vedoucí Hill zvolil špatnou strategii. Do Grand Prix Kanady startoval z prvního místa, šance na vítězství ovšem zhatily problémy s převodovkou a pedálem, v té době se začalo spekulovat o Schumacherově budoucnosti, předpokládalo se, že právo na něj uplatní Mercedes, ten ovšem dosud neměl kvalitní motor, proto Weber začal jednat s Ferrari. V srpnu prezident Fiatu Gianni Agnelli oznámil, že Schumacher uzavřel s italskou stájí dvouletý kontrakt s ročním platem 25 milionů dolarů. Do vyjednávání měl údajně zasahovat i Bernie Ecclestone, který měl zájem na návratu maranellského týmu na výsluní.
Ve Francii vyhrál z druhého místa díky rychlým časům před první zastávkou v boxech. V Británii se jej v 46. kole v zatáčce Priory pokusil předjet na první místo Hill, narazil do boku Němcova monopostu a oba vyřadil ze hry. Ve své páté sezoně vyhrál před domácími fanoušky, a stal se tak prvním německý pilotem, který to dokázal. V Maďarsku měl nejprve problémy s tankováním a posléze s elektronikou, která jej vyřadila ze závodu. V kvalifikaci na Velkou cenu Belgie podle traťových komisařů blokoval Hilla, za trest musel startovat až ze šestnácté pozice, po dlouhé stíhací jízdě však slavil vítězství. I v Itálii vyřadil při dobrzďování Hill Schumachera i sebe. Souboj jezdců Benettonu a Williamsu pokračoval i v Estrorilu, kdy Němec Brita předjel na druhé místo. Další dva závody vyhrál z třetího místa na startu. V Grand Prix Japonska triumfoval způsobem start–cíl, devátým vítězstvím vyrovnal Mansellův rekord v počtu výher za sezonu z roku 1992. Schumacher se stal podruhé mistrem světa již před závěrečným závodem. Do Austrálie odjížděl jako nejmladší dvojnásobný šampion v historii, při boji o třetí místo kolidoval s Alesim. Titul mu zajistilo jedenáct pódiových umístění, z nichž devětkrát slavil vítězství, k nimž mu pomohlo i osm nejrychlejších kol v závodě. Celkově získal 102 bodů.

### 1996–2006: Ferrari

#### 1996

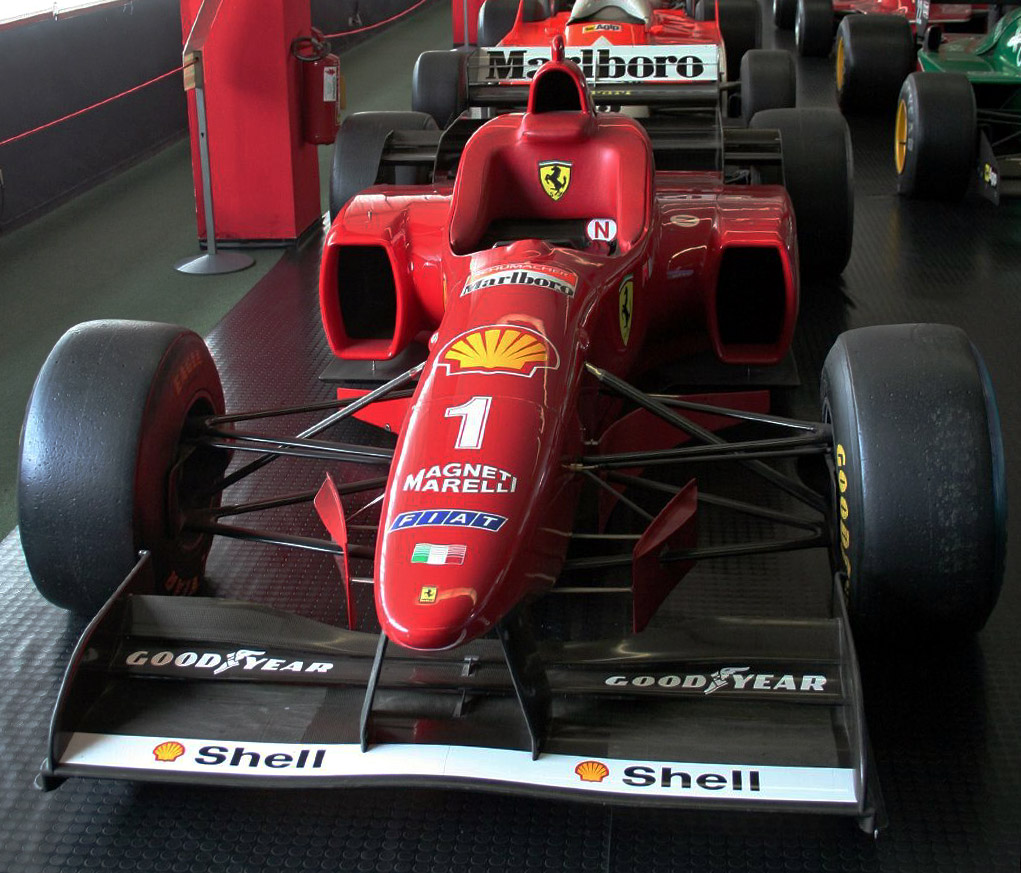
První Schumacherovo ferrari F310

Když Schumacher poprvé přijel do sídla Ferrari, vítalo jej 4 500 fanoušků. Jako týmového kolegu si prosadil Eddieho Irvina, kterého tým musel vykoupit ze smlouvy u Jordanu. Se sportovním ředitelem Jeanem Todtem si pro první sezonu stanovili cíl – dvě výhry. Schumacherovo Ferrari nestačilo na konkurenční Williams a bojovalo s Benettonem, od kterého odešel. První závod v Austrálii nedokončil kvůli úniku brzdové kapaliny, ve druhém závodě v Brazílii vybojoval první pódiové umístění. V Argentině nedokončil kvůli poškození zadního spoileru. Práce týmu se začala postupně zlepšovat, což dokázaly rychlé pitstopy na Nürburgringu, kdy díky nim dojel druhý za Villeneuvem. První pole position s týmem z Maranella získal v Grand Prix San Marina, kde kvůli prasklé pneumatice v posledním kole dojel druhý. První místo na startu vyjel i v Grand Prix Monaka, ale po špatném startu, které italskou stáj provázely celou sezonu kvůli špatné převodovce, naboural v prvním kole do zdi. První vítězství přišlo v sedmém závodě, do deštivé Grand Prix Španělska startoval ze třetího místa a přes prasklý výfuk druhého Alesiho porazil o 45 s.
Do Grand Prix Kanady startoval z posledního místa, neboť mu v zaváděcím kole zhasl motor, v samotné velké ceně jej vyřadila v 42. kole porucha řazení. Kvůli závadě motoru v zahřívacím kole do Grand Prix Francie ani neodstartoval. V Británii ho po třech kolech zastavila hydraulika převodovky. Před domácími fanoušky v Německu dojel s jedním pitstopem čtvrtý, bronzovou příčku na Hungaroringu mu překazil zlomený plynový pedál a Němec tak dojel devátý. Dva triumfy za sebou ze třetího místa si připsal v Belgii, kdy dvanáct kol před cílem v Eau Rouge předjel Villeneuva, a v Itálii, kde zvítězil před domácími fanoušky Scuderie. V Portugalsku dojel po předjetí Villeneuvem na třetím místě a v japonské Suzuce vybojoval druhou příčku. Celkově skončil na třetím místě s 59 body a třemi výhrami, což bylo víc než všichni jezdci Ferrari od roku 1990 dohromady. V kvalifikacích porazil Irvina 15:1.

#### 1997
V sezóně 1997, ve které se poprvé představil mladší bratr Ralf Schumacher, znovu dominoval Williams. Ferrari nasadilo nový vůz F310B, který z větší části zkonstruovali již lidé, kteří přišli za Schumacherem z Benettonu, např. technický ředitel Ross Brawn, designér Rory Byrne a další. V úvodní Velké ceně Austrálie dojel druhý za Davidem Coulthardem s McLarenem. V Brazílii po startu z druhého místa zpočátku vedl, ale skončil až pátý. V Grand Prix Argentiny kolidoval po startu s Rubensem Barrichellem. Vylepšený monopost mu přinesl druhé místo v Grand Prix San Marina. V Monackém knížectví vyhrál díky strategickému přezutí pneumatik do mokra na startu před Barrichellem o 53 sekund a poprvé u Ferrari se dostal do čela šampionátu. V Barceloně dokončil čtvrtý. V Kanadě a Francii zvítězil jak v kvalifikaci, tak v závodě a vrátil se do vedení v průběžném pořadí mistrovství světa, svou pětadvacátou výhrou překonal Fangia a vyrovnal Clarka a Laudu. V Británii odstoupil z prvního místa v 39. kole kvůli poruše ložiska kola. Kvůli částečně nefunkční převodovce dojel v Německu druhý. Velkou cenu Maďarska dokončil na čtvrté příčce. Mistrovství v dešti opět potvrdil při Grand Prix Belgie, když za šest kol vyjel náskok čtyřiceti sekund před zbytkem jezdeckého pole a zvítězil zde již počtvrté. Následovala dvě šestá místa v Itálii a Rakousku, kde byl penalizován za předjetí Frentzena pod žlutými vlajkami a poprvé v kariéře jej porazil bratr Ralf. V Lucembursku jej v prvním kole vyřadil mladší sourozenec, Schumacher tak přišel o průběžné vedení Poháru, kam se opět vrátil po vítězství v Grand Prix Japonska.
Mistrovství světa vyvrcholilo Grand Prix Evropy, do které Schumacher nastupoval s jednobodovým náskokem před druhým Villeneuvem, který vyhrál sedm závodů oproti Schumacherovým pěti. Schumacher vedl do 48. kola, poté zpomalil kvůli zvyšující se teplotě motoru, Villeneuve po absolvování pitstopu zrychlil, snažil se pilota Ferrari předjet v pravotočivé zatáčce Dry Sack, Němec hájil vedoucí pozici manévrem, který se podobal tomu z Grand Prix Austrálie 1994, a do Williamsu, který byl v ideální stopě o půl délky vozu před ním, najel s úmyslem vyřadit jej ze závodu. Schumacher s poškozeným předním zavěšením skončil v kačírku, Villeneuve závod dokončil třetí a stal se mistrem světa. Po návratu do boxů se Schumacher, přesvědčen o své nevině, chtěl odvolat, po zhlédnutí videa však uznal svou vinu. Toto nesportovní chování chtěla Mezinárodní automobilová federace potrestat zákazem startu v úvodních dvou grand prix příští sezony, což před závodem naznačoval Bernie Ecclestone, ale nakonec zvolila diskvalifikaci z celého šampionátu, Schumacher si však mohl ponechat vítězství a body v osobních statistikách. Schumacherovy body se započítaly i týmu Ferrari v Poháru konstruktérů. Zároveň musel odpracovat šedesát hodin veřejně prospěšných prací. Jeden z diváků poté u hesenského soudu podal žalobu, v níž manévr označil za pokus o zabití, ta byla však zamítnuta.

#### 1998

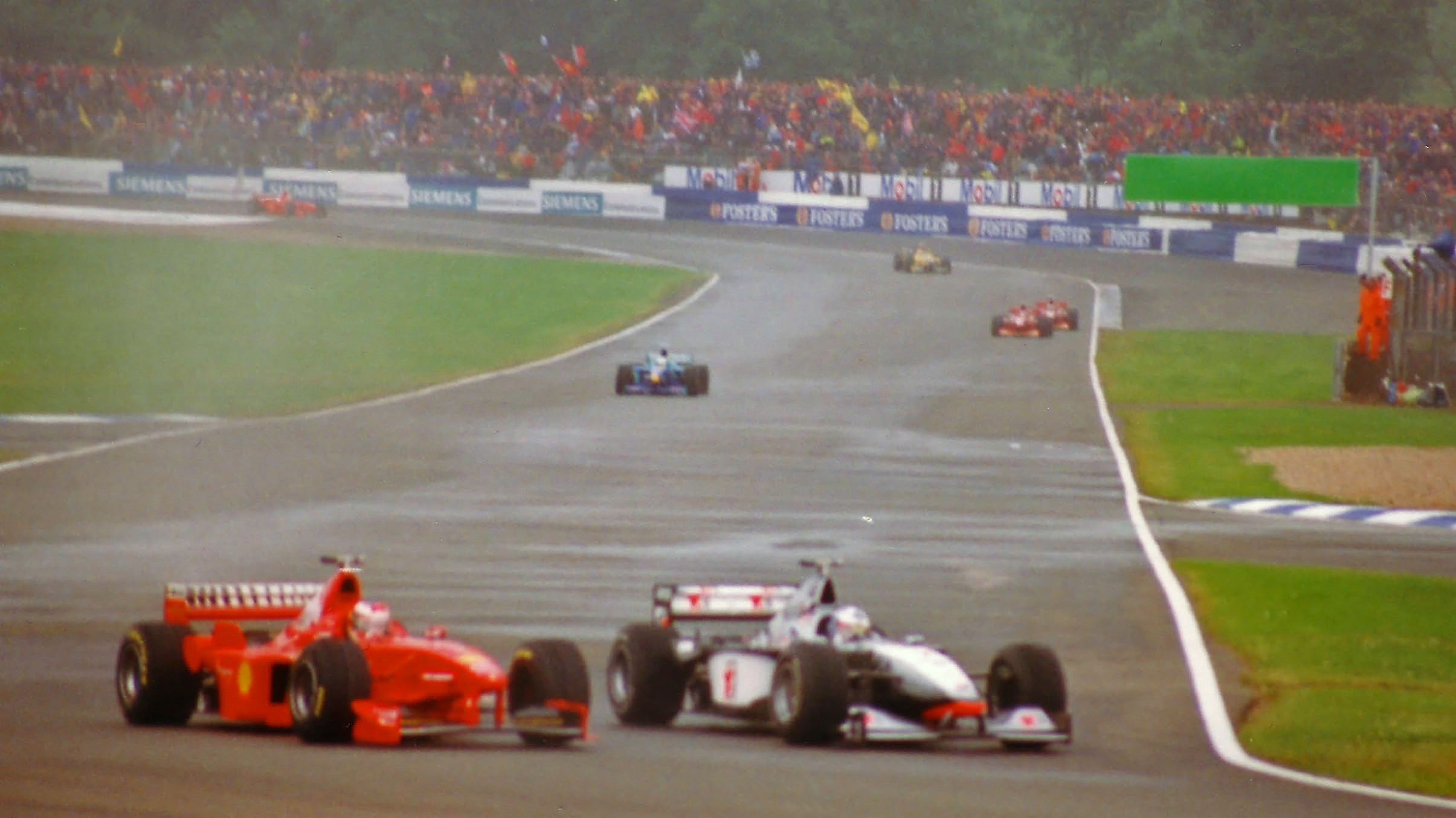
Souboj Schumachera s Coulthardem (Británie 1998)

Poprvé byl monopost italské stáje srovnatelný s konkurencí, McLaren uzavřel smlouvu s novým dodavatelem pneumatik Bridgestone a sezona tak byla téměř rozhodnuta. Převahu McLarenu dokazovalo i dvanáct pole position z prvních třinácti závodů. V úvodní Grand Prix Austrálie Schumacher vypadl s poruchou motoru již v šestém kole, třetí skončil v Interlagosu. Prvního vítězství dosáhl ve třetím podniku v Argentině, čímž snížil náskok Häkkinena z prvních dvou závodů. V Grand Prix San Marina dokončil druhý a ve Španělsku s velkým odstupem třetí. V Monaku při předjíždění Wurze poškodil monopost a byl klasifikován desátý; po šesti závodech figuroval v průběžné pořadí šampionátu až třetí. Následovaly tři vítězné velké ceny, díky nimž se dostal na průběžné druhé místo. Ve Velké ceně Kanady přes trest stop&go, který dostal za kontroverzní vytlačení Frentzena vyjíždějícího z boxové uličky, předjel Fisichellu a ve Francii v přímém souboji porazil oba McLareny; Scuderia zde oslavila první double od roku 1990.
V Grand Prix Velké Británie vyhrál, přestože v závěru závodu dostal desetisekundový trest stop&go za předjetí Wurze pod žlutými vlajkami; odpykat si ho přijel na Todtův pokyn v posledním okruhu, cílem tak projel v uličce před boxy, protože boxové stání týmu z Maranella bylo až za cílovou čarou, desetisekundový trest mu byl odečten až po projetí „cílem“. Stal se tak prvním a doposud jediným pilotem, kterému se něco podobného povedlo, Häkkinenův náskok stáhl na dva body. V Rakousku po dvojnásobném vyjetí z tratě dojel třetí. V domácí grand prix startoval po problémech s vozem devátý, za páté místo v cíli inkasoval dva body. V Maďarsku zvítězil taktikou tří zastávek v boxech a překonal svým 32. triumfem Nigela Mansella. V Grand Prix Belgie vedl s náskokem čtyřiceti sekund, ale při předjíždění pomalého Coultharda o kolo Skot nečekaně zpomalil v kaluži vody a Schumacher o něj urazil přední kolo. Po návratu do boxů se snažil pilota McLarenu napadnout; Coulthard se za svou chybu omluvil až v roce 2003. V Itálii kraloval Schumacher a o vedení v mistrovství světa se dělil s Finem, který vrátil porážku rodákovi z Kerpenu v Lucembursku. O mistrovském titulu se rozhodovalo v posledním závodě, který hostila japonská Suzuka. Schumacher vyhrál kvalifikaci, v zahřívacím kole zůstal stát na startu, při stíhací jízdě z posledního místa na roštu mu na průběžném třetím místě v 32. kole explodovala pravá zadní pneumatika. V celkové pořadí šampionátu se umístil druhý s 86 body, šesti triumfy a třemi pole position.

#### 1999
Ferrari do nové sezony nasadilo nový monopost F399. V Grand Prix Austrálie Schumacher zůstal stát na startu a po explozi pneumatiky v 31. kole dokončil na nebodované osmé pozici. V Grand Prix Brazílie vedl, ale rychlejší Häkkinen jej předjel a Schumacher dojel druhý. Po havárii prvního Häkkinena vyhrál GP San Marina a dostal se do průběžného vedení mistrovství světa. Po rychlém startu ve Velké ceně Monaka se protáhl na první místo, na kterém vydržel až do cíle. Šestnáctou výhrou za Ferrari překonal rekord v počtu vítězství jednoho jezdce u italské stáje, který držel Niki Lauda s patnácti vavříny. Ve Španělsku jej oba stříbrné šípy předčily, v Kanadě nevydržel tlak dotírajícího Häkkinena a z prvního místa narazil ve třicátém kole do tzv. zdi šampionů, čímž ztratil vedení v šampionátu. V propršené Francii vedl, ale po problémech s elektronikou skončil pátý, když prohrál souboj s bratrem.
Sezóna 1999 byla pro rudé vozy dobře rozjetá i díky Eddiemu Irvinovi, který až do Velké ceny Británie měl stejně bodů jako Schumacher, který v Silverstonu havaroval kvůli selhání brzd v důsledku ztráty hydraulického tlaku a utrpěl zlomeninu lýtkové a holenní kosti pravé nohy v zatáčce Stowe v prvním kole závodu, který byl již v té době přerušen. Do zdi obložené modrobílou hradbou pneumatik narazil v rychlosti 107 km/h. Zranění léčil tři měsíce, nemohl tak startovat v šesti závodech. Vrátil se na poslední dvě velké ceny, vyhrál obě kvalifikace, v závodech se jako týmová dvojka snažil dopomoci k titulu mistra světa svému irskému kolegovi; v Malajsii, kde na první místo pustil Irvina, i v Japonsku dojel druhý, i když Ferrari bylo rychlejší a Schumacher měl možnost předjet Häkkinena a pro Irvina zajistit titul. Dále se spekulovalo o Schumacherově neochotě pomoci Irovi k titulu, údajně se mohl do seriálu vrátit již při Grand Prix Belgie. Přes absenci v části sezony v šampionátu obsadil páté místo se 44 body a dvěma výhrami a spolu s Irvinem vybojovali výhru v Poháru konstruktérů pro Ferrari po šestnácti letech.

#### 2000
Od roku 2000 měl Schumacher nového týmového kolegu, Rubense Barrichella. Sezonu zahájil třemi výhrami. Při Grand Prix Velké Británie jej porazily oba McLareny, Schumacher dojel třetí. I v GP Španělska získaly stříbrné šípy double, Schumacher se po defektu musel spokojit se dvěma body za páté místo. Při deštivé GP Evropy porazil z pole position startujícího Coultharda i svého největšího rivala Miku Häkkinena a předstihl v počtu získaných bodů Ayrtona Sennu. Vítězství ve Velké ceně Monaka mu překazila trhlina ve výfuku, která roztavila zavěšení brzd. Při kanadském závodě opět zapršelo, Němec z deště vytěžil další prvenství a náskok 24 bodů na Létajícího Fina. Při VC Francie shořel Schumacherovi motor, v Rakousku do něj v první zatáčce nabourali Ricardo Zonta a Jarno Trulli, a ani v domácím závodě nepřekonal nástrahy první zatáčky a Häkkinen smazal bodovou ztrátu na německého jezdce.
V první zatáčce Grand Prix Maďarska finský závodník Schumachera předjel a ujal se o dva body vedení šampionátu. Němec obsadil druhou příčku i v Belgii, kde jej Häkkinen odvážným manévrem v zatáčce Les Combes předjel kolem pomalého Zonty čtyři kola před cílem. Ve VC Itálie Schumacher podporovaný tifosi zvítězil v kvalifikaci i v závodě, čímž vyrovnal 41 vítězství Ayrtona Senny. Prvenstvím pokračoval i v americkém závodě, kdy se po explozi motoru Häkkinenova McLarenu ujal vedení v průběžném pořadí Poháru jezdců. V Japonsku si jezdec Ferrari vyjel pole position, ale po vynikajícím startu se ujal vedení Fin. Změna v čele nastala po prvním pitstopu, kdy Schumacher Häkkinena předjel. Díky tomuto vítězství a 98 bodům jej Häkkinen již nemohl překonat, Schumacher se stal potřetí mistrem světa a poprvé s Ferrari, které jezdecký titul mistra světa čekalo 21 let. Svou první vítěznou sezonu ve stáji se vzpínajícím se koníkem završil prvenstvím v GP Malajsie.

#### 2001
Obhajobu titulu začal v úvodním závodě v australském Melbourne pole position i výhrou v závodě. V této sérii pokračoval i při Grand Prix Malajsie, kde v dešti zajížděl kola o pět sekund rychlejší než zbytek startovního pole; bratři Schumacherové zde podvacáté společně bodovali. I v Brazílii předčil všechny v kvalifikaci, v dešti jej kvůli kolizi s Montoyou porazil Coulthard v McLarenu. Grand Prix San Marina nedokončil kvůli poruše zavěšení, první výhru v kariéře tu získal bratr Ralf. Ve Španělsku až do posledního kola jezdil s vibrujícím vozem za Häkkinenem, kterému však pět zatáček před cílem selhal motor, a Schumacher tak slavil další výhru. V Rakousku po souboji s Montoyou, který jej vystrčil z trati, dojel po stíhací jízdě druhý, když jej na pokyn týmu na stříbrnou příčku pustil Barrichello. Velkou cenu Monaka vyhrál po problémech obou jezdců McLarenu.
V Kanadě vyhrál šestou z osmi kvalifikací v sezoně. V závodě jej porazil bratr Ralf a poprvé v historii Formule 1 tak první dvě pozice v cíli patřily bratrské dvojici. Na Nürburgringu i ve Francii zvítězil starší Schumacher nad mladším bratrem. V Grand Prix Velké Británie se do hry o titul vložil svým triumfem Létající Fin, Schumacher skončil druhý. Německou grand prix kvůli ztrátě tlaku v palivovém systému nedokončil. V Maďarsku si triumfem start–cíl zajistil již čtvrtý titul mistra světa, díky Barrichellovu druhému místu Scuderia Ferrari slavila výhru v Poháru konstruktérů. 52. vítězstvím v Grand Prix Belgie překonal rekord v počtu vítězství Alaina Prosta. V domácí grand prix pro Ferrari ze třetím místě na roštu dojel čtvrtý, v USA jej předčil výhrou se loučící Häkkinen. Sezonu završil triumfem start–cíl v Japonsku. Čtvrté prvenství mezi piloty si zajistil devíti výhrami, jedenácti pole position a 123 body. V sedmnácti velkých cenách stanul čtrnáctkrát na stupních vítězů.

#### 2002

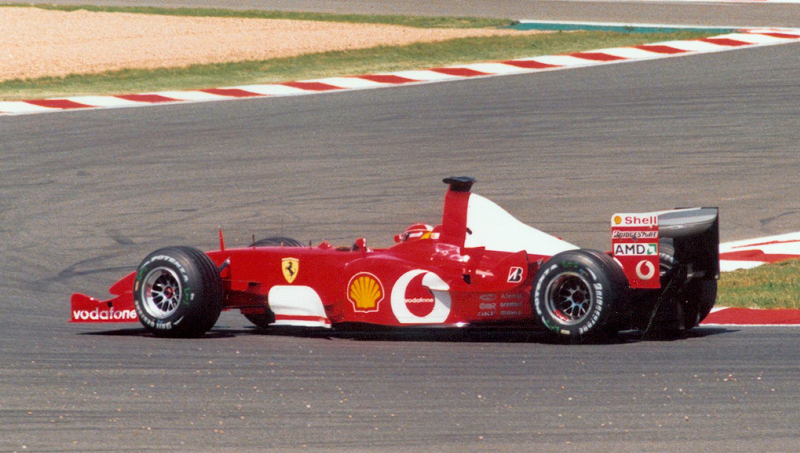
Michael Schumacher v roce 2002

Do prvních dvou závodů sezony 2002 Ferrari nasadilo loňský vůz, přesto v úvodní Grand Prix Austrálie Schumacher vyhrál. Druhý závod v Malajsii dokončil třetí po kolizi s Montoyou v úvodním kole. V Brazílii zvítězil již s novým F2002. V San Marinu a Španělsku triumfoval v kvalifikaci i v závodě. V Grand Prix Rakouska jezdil druhý za týmovým kolegou Barrichellem, který mu na pokyn týmu v poslední zatáčce přenechal první místo. V Monaku vrátil Coulthard Němci porážku z předchozího ročníku. V Kanadě po souboji s kolumbijským pilotem Williamsu získal 150. vítězství pro Ferrari. V Grand Prix Evropy po smyku na startu dojel druhý. V deštivé britské velké ceně po dalším duelu s Montoyou zvítězil. V Grand Prix Francie, kde pět kol před cílem předjel chybujícího Räikkönena, si dojel pro výhru, která znamenala zisk pátého titulu, čímž se vyrovnal Juanu Manuelu Fangiovi. V kvalifikaci Velké ceny Německa získal jako první Němec v historii pole position a před oslavujícími diváky svedl vítězný souboj s bratrem. V Maďarsku dokončil jako druhý za Barrichellem, v Grand Prix Belgie si dojel pro rekordní desáté vítězství v sezoně. Ve velkých cenách Itálie a USA skončil druhý za Barrichellem. Úspěšnou sezonu završil hattrickem v Grand Prix Japonska. Pátý mistrovský titul získal díky jedenácti vítězstvím, sedmi pole position, sedmi nejrychlejším kolům a 144 bodům, čímž získal dvojnásobek bodů svého týmového kolegy. Ve všech sedmnácti závodech stál na stupních vítězů.

#### 2003
Mezinárodní automobilová federace se snažila omezit dominantní pozici Ferrari změnou pravidel bodování a jednokolovým formátem kvalifikace. Ferrari podobně jako v sezoně 2002 nasadilo na úvod sezony mírně modifikovaný loňský monopost. Schumacher v Austrálii odstartoval z pole position, ale po poškození podlahy vozu dojel čtvrtý a po devatenácti velkých cenách chyběl na stupních vítězů. V Malajsii po trestu průjezdu boxy za souboj s Trullim získal šestým místem jeden bod. Na mokré trati Brazílie havaroval po smyku v 27. kole. První výhru zaznamenal v Grand Prix San Marina. Radost z ní mu zkalila smrt jeho matky Elisabeth v dopoledních hodinách v den konání velké ceny. Další dvě výhry přišly ve Španělsku, kde se poprvé představilo F2003-GA, a Rakousku, kde mu během pitstopu vzplanul monopost. Grand Prix Monaka po marné snaze předjet pomalého Trulliho dokončil třetí.
Po výhře v Kanadě se poprvé v sezoně dostal do průběžného vedení šampionátu. Po kolizi s Montoyou na Nürburgringu inkasoval čtyři body za pátou příčku. Ve Francii díky třetímu místu po stodvacáté v kariéře stanul na stupních vítězů. V Británii obsadil čtvrtou příčku a v Německu po defektu pneumatiky sedmou. V Maďarsku po předjetí o kolo vítězem Alonsem dojel osmý, jeho náskok v čele šampionátu se zmenšil na pouhý bod před Montoyou a dva body před Kimim Räikkönenem. V Grand Prix Itálie potěšil domácí fanoušky hattrickem. Další prvenství zaznamenal při Velké ceně USA. V posledním závodě v Japonsku Schumacherovi stačilo pro obhajobu titulu získat bod za osmé místo. Po čtrnáctém místě v kvalifikaci si v souboji se Takumou Satóem ulomil přední spoiler, v šikaně se srazil s bratrem, dokončil na osmém místě a získal potřebný bod, aby v šampionátu triumfoval již pošesté, čímž překonal Fangiův rekord. Vyhrál šestkrát, pětkrát zajel pole position i nejrychlejší kolo, v šestnácti závodech stál osmkrát na pódiu, celkově získal 93 bodů.

#### 2004

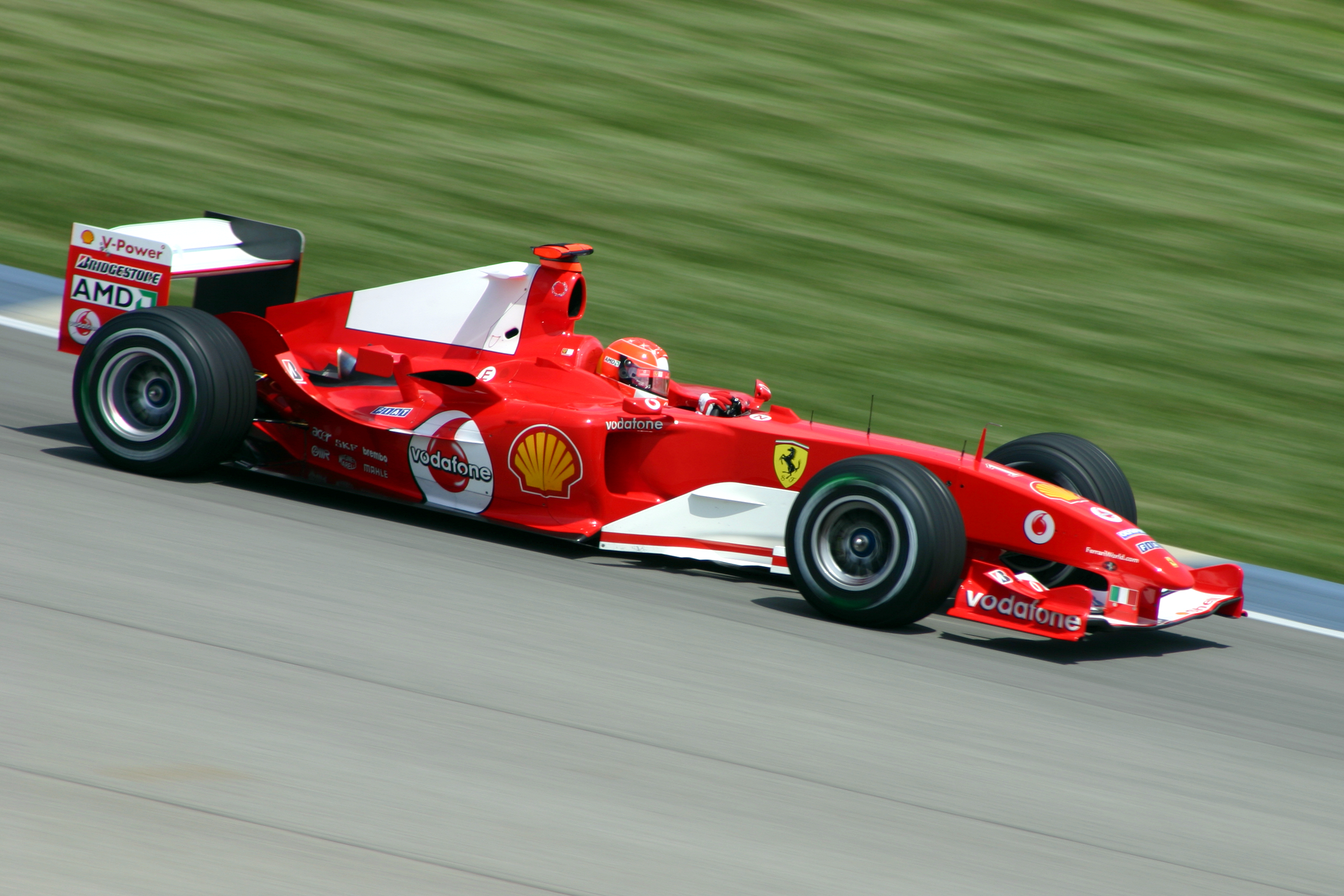
Michael Schumacher během GP USA 2004

V prvních pěti závodech sezony 2004 zvítězil, čtyřikrát získal pole position a nejrychlejší kolo závodu. V šestém závodě v Monaku po kolizi s Montoyou v 46. kole havaroval z prvního místa v tunelu při zahřívání pneumatik během jízdy za safety carem. V dalších sedmi závodech v řadě triumfoval, získal tak prvenství v dvanácti ze třinácti odjetých grand prix. V Kanadě posté v kariéře startoval z první řady. Jezdecká sestava Schumacher-Barrichello si zde zajistila dvacátý double. Tento výsledek oba piloti zopakovali i v Maďarsku, kde tým z Maranella slavil čtrnáctý zisk Poháru konstruktérů. V Grand Prix Belgie si druhým místem zajistil sedmý titul mistra světa. Druhý skončil také v Grand Prix Itálie. Premiérovou Velkou cenu Číny po jezdeckých chybách dokončil dvanáctý. Triumfem start–cíl v Grand Prix Japonska získal rekordní třinácté vítězství v jedné sezoně, čímž překonal dvanáct prvenství Nigela Mansella z roku 1992, společně s bratrem Ralfem obsadili popáté v historii první dvě místa v cíli. Poslední závod sezony v Brazílii dojel po smyku sedmý. Sedmý titul mistra světa vybojoval díky třinácti výhrám, 148 bodům, osmi pole position a deseti nejrychlejším kolům, patnáctkrát z osmnácti velkých cen obsadil stupně vítězů.

#### 2005
FIA pro sezonu 2005 znovu upravila pravidla, aby zamezila dominanci italské stáje, která na úvodní závody použila vůz z předchozí sezony. Schumacher úvodní Grand Prix Austrálie po kolizi s Nickem Heidfeldem ve 43. kole nedokončil. V Malajsii jako sedmý zaostal o osmdesát sekund za vítězem Alonsem. Pro Velkou cenu Bahrajnu Ferrari narychlo dokončilo nový monopost, v souboji o vítězství s Alonsem jej po dvanácti kolech zastavila porucha hydrauliky. Velkou cenu San Marina po startu ze třináctého místa dojel druhý v závěsu za Alonsem. Ve Španělsku po dvou defektech odstoupil ze třetí příčky. Po problémech s pneumatikami v Monackém knížectví skončil sedmý. V Grand Prix Evropy se musel spokojit s pátým místem za Barrichellem. V Kanadě vybojoval stříbro, což byl jeho nejlepší výsledek první poloviny sezony, a Grand Prix USA, do které kvůli pneumatikám Michellin nenastoupilo sedm týmů, vyhrál.
Po odstoupení obou McLarenů i ve Francii vystoupil na stupně vítězů. V Británii dojel šestý, páté místo získal v domácí VC Německa. Po první pole position sezony v Maďarsku byl klasifikován druhý. V premiérové Grand Prix Turecka odstoupil v 33. kole kvůli poruše řízení. Velkou cenu Itálie se postupně propadl až na konečné desáté místo. V Belgii jej ve čtrnáctém kole vyřadil Sató. Čtvrtou pozicí v Brazílii v průběžném pořadí šampionátu klesl na čtvrté místo za Montoyou, před kterého se vrátil sedmým místem v Japonsku. Druhou Velkou cenu Číny po havárii v 23. kole nedokončil. V mistrovství světa jezdců obsadil třetí místo s jednou výhrou, 62 body, jednou pole position a třemi nejrychlejšími koly. V pěti závodech z devatenácti obsadil pódiové umístění.

#### 2006

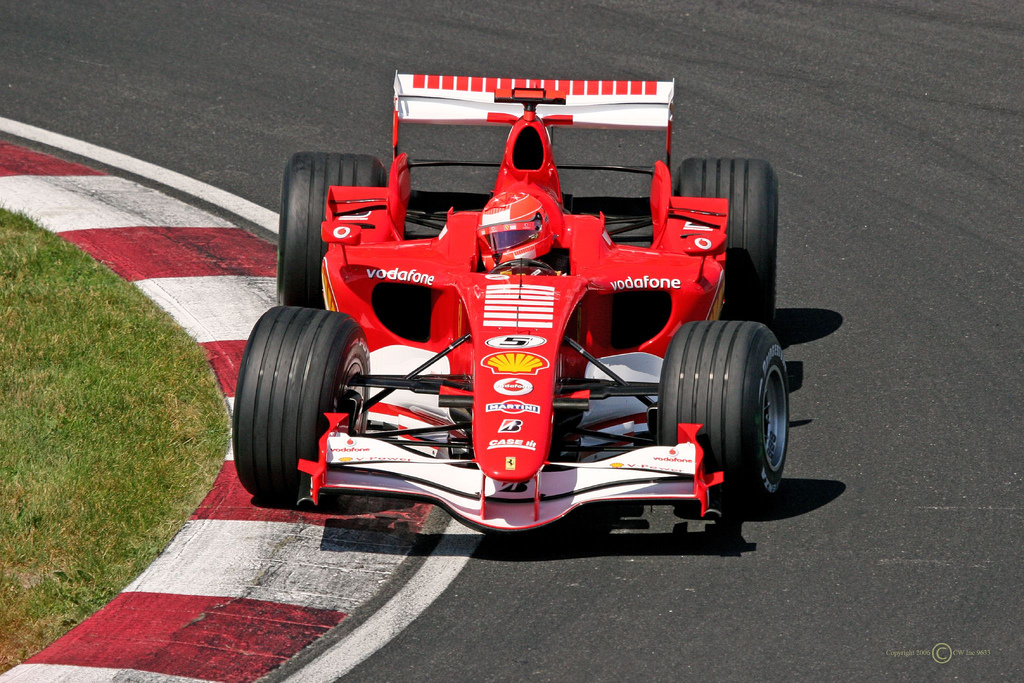
Schumacherova poslední sezona u Ferrari

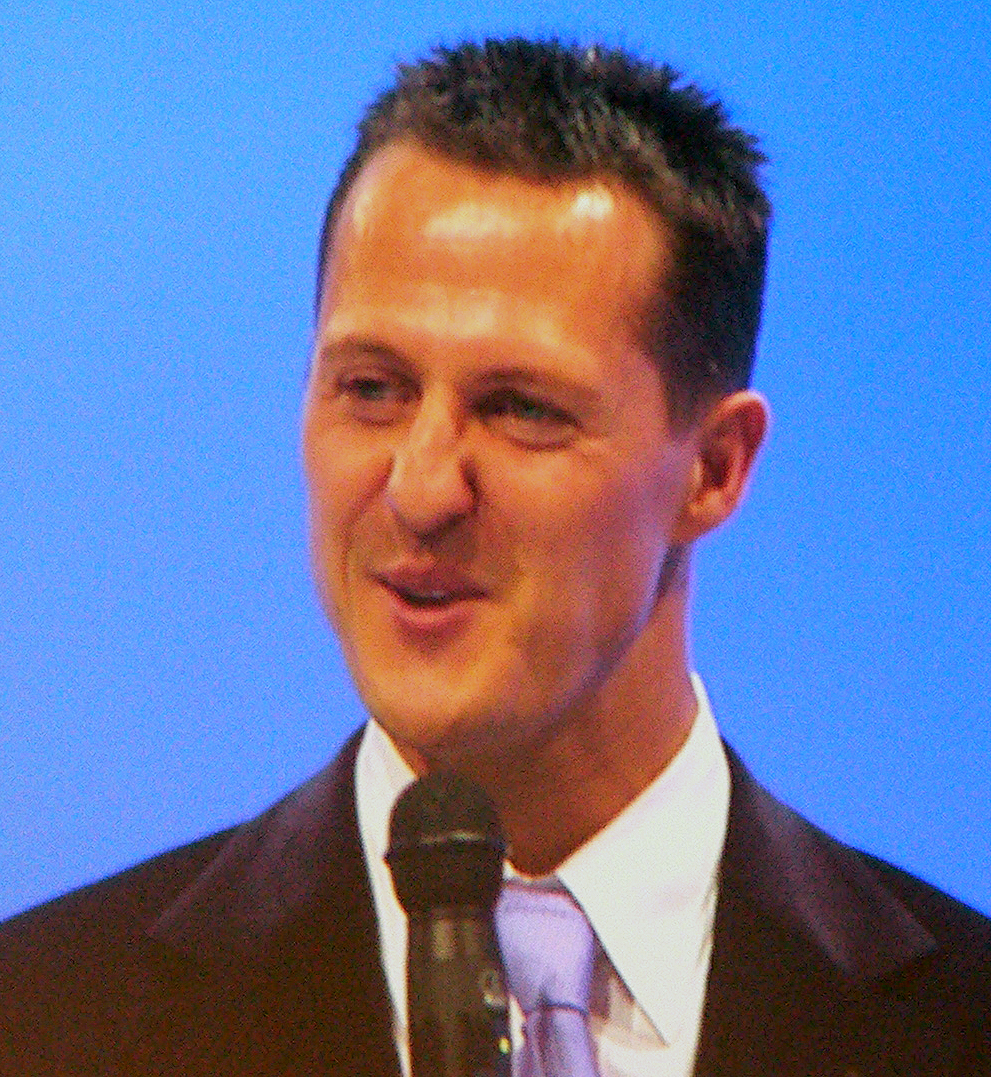
Michael Schumacher (2007)

Poslední sezonu u Ferrari začal pole position v Bahrajnu, v závodě dojel druhý těsně za obhájcem titulu Alonsem. GP Malajsie dokončil na šestém místě. V 33. kole Velké ceny Austrálie havaroval kvůli nízké přilnavosti vozu. První výhru zaznamenal v San Marinu, prvenstvím pokračoval i při Grand Prix Evropy. O jedno místo si pohoršil ve Španělsku, kde skončil druhý za španělským pilotem Renaultu. V závěru kvalifikace Velké ceny Monaka fingoval poruchu vozu v zatáčce Rascasse, odstaveným monopostem se snažil zbrzdit Alonsovo kvalifikační kolo. Za toto počínání byl odsunut na konec startovního roštu, z dvaadvacáté startovní pozice získal čtyři body za páté místo. V Británii a Kanadě dovezl své Ferrari na druhou příčku. Další dva závody v USA a Francii po zisku pole position vyhrál způsobem start–cíl. Další prvenství zaznamenal při domácí grand prix. Do Velké ceny Maďarska startoval po penalizaci z jedenácté příčky, v závodě po lehké kolizi s Fisichellou obdržel bod za osmé místo. V Turecku obsadil třetí místo, když při výjezdu safety caru čekal při zastávce v boxech za týmovou dvojkou Felipem Massou.
Před italskými tifosi po startu z první řady triumfoval a po závodě oznámil odchod z formule 1. V Číně ze šestého místa na startu porazil Alonsa a ujal se vedení v průběžném pořadí šampionátu. V Japonsku po startu z druhého místa vedl, ale v 37. kole odstoupil kvůli závadě na motoru, což se mu naposledy stalo v Grand Prix Francie 2000. Závod vyhrál Alonso a Schumacher měl pouze teoretickou šanci na titul, Španěl by v posledním závodě nesměl bodovat a Schumacher by musel vyhrát. Do Velké ceny Brazílie se kvalifikoval desátý, po defektu v devátém kole jezdil poslední, po stíhací jízdě dojel čtvrtý. Šestnáctou sezonu zakončil jako druhý za obhájcem titulu Fernandem Alonsem, dosáhl sedmi výher, čtyř pole position, sedmi nejrychlejších kol a 121 bodů. Ve čtrnácti z osmnácti závodů vystoupal na stupně vítězů.

### 2007–2009: Poradce Ferrari
29. října 2006 jej Scuderia Ferrari jmenovala poradcem a „super asistentem“ nového generální ředitele Scuderie Jeana Todta. V této funkci se roku 2007 zúčastnil několika velkých cen. 24. října 2007 absolvoval na okruhu Fiorano pět kol s novým Ferrari F2007, časy se údajně nezaznamenávaly, jízda se konala pouze pro nejvyšší představitele Fiatu. 13. listopadu 2007 absolvoval oficiální testování, aby pomohl italskému týmu s vývojem vozu a pneumatik, neboť změnou pravidel byla zakázána elektronická kontrola prokluzu a Schumacher jako jeden z mála závodil ještě v době, kdy se nepoužívala. Na okruhu v Barceloně odjel 64 kol a zaznamenal nejrychlejší čas dne 1:21,922. I v roce 2008 absolvoval několik zkušebních jízd. Rovněž se věnoval motocyklovým závodům.
29. července tým Ferrari oznámil, že se do Formule 1 dočasně vrátí Michael Schumacher, aby zastoupil zraněného Brazilce, který měl nehodu ve druhé části kvalifikace GP Maďarska. 31. července 2009 absolvoval testování s Ferrari F2007 a pneumatikami z GP2, testovat s tehdejším F60 nemohl kvůli zákazu testování během sezony, výjimku pro sedminásobného šampiona zamítly týmy Williams, Red Bull a Toro Rosso. Schumacher 10. srpna informoval prezidenta Ferrari Luku di Montezemola, že kvůli přetrvávajícím problémům s krkem, který si poranil při únorových motocyklových závodech, se do formule 1 nevrátí. Pro sezonu 2010 se zástupci Ferrari marně vyjednávali třetí vůz pro Schumachera, který před oznámení přestupu k Mercedesu měl již ústně dojednanou tříletou smlouvu s Ferrari na pozici poradce.

### 2010–2012: Mercedes Grand Prix

#### 2010
23. prosince tým Mercedes Grand Prix na tiskové konferenci oficiálně oznámil návrat sedminásobného mistra světa do formule 1. Němec si smlouvu s Mercedesem vyjednal sám, svou novou manažerkou jmenoval svou tiskovou mluvčí Sabine Kehm. Dosavadní manažer Willi Weber se zabývá obchodními záležitostmi německého pilota. O Schumacherově možném návratu se spekulovalo od převzetí Brawn GP Mercedesem, neboť již v roce 2000 v jednom rozhovoru prozradil, že by si uměl představit konec kariéry u této německé automobilky. Radost z události vyjádřili například šéf F1 Bernie Ecclestone či Nigel Mansell, naopak Němcův bývalý soupeř Damon Hill vyslovil obavu z nadržování ze strany FIA, kterou vede Schumacherův přítel Jean Todt. Kritikou nešetřily ani italské deníky, které rodáka z Kerpenu označily za zrádce. Spekulovalo se rovněž, zda Schumacherův poraněný krk, který mu zabránil v návratu roku 2009, vydrží zátěž ve voze formule 1. Německým zaměstnancům Mercedesu, který propouštěl a stěhoval továrny na východ, vadil Němcův roční plat sedm milionů eur. Na vstup do formule 1 se připravoval testováním nových monopostů GP2, protože testování ve f1 bylo až do února zakázané. Přípravu s Mercedesem W01 zahájil 1. února společně s týmovým kolegou Rosbergem, kterého porazil třetím časem o půl sekundy. Před sezonou požádal tým o vůz s číslem tři s odůvodněním, že preferuje lichá čísla, s nimiž získal všechny tituly mistra světa a jezdec s číslem čtyři nikdy šampionát nevyhrál. Žádosti bylo vyhověno.
Do úvodní Grand Prix Bahrajnu odstartoval jako sedmý (podobně jako při svém debutu) a skončil za týmovým kolegou šestý. V třetím volném tréninku v Austrálii zajel nejrychleji druhý sektor, v závodě získal jeden bod za desáté místo po neplánovaném pitstopu kvůli ulomenému přednímu přítlačnému spoileru. V desátém kole Velké ceny Malajsie odstoupil kvůli problémům s levým zadním kolem, kolega Rosberg dojel třetí. Po závodě v Kuala Lumpur se vrátil do organizace jezdců GPDA údajně i kvůli nezvolení Pedra de la Rosy, který z této organizace vystoupil v roce 2006 na protest proti incidentu v Grand Prix Monaka 2006. Další desátou příčku obsadil v Číně poté, co jej v závěrečných kolech předjel nováček Vitalij Petrov. Rosberg znovu stanul na stupních vítězů. Do Španělska tým přivezl monopost více přizpůsobený Schumacherovi, který z toho vytěžil první porážku Rosberga a dvanáct bodů za čtvrté místo. Grand Prix Monaka po předjetí Alonsa v posledním kole dokončil šestý. Po závodě jej traťoví komisaři penalizovali dvaceti sekundami s odůvodněním, že závod nebyl restartován, přestože týmy dostali zprávu o odvolání safety caru.
V Turecku po předjetí Buttona v první zatáčce čtvrtou příčkou porazil Rosberga. V Kanadě poprvé nepostoupil do závěrečné části kvalifikace a dojel jedenáctý. V Grand Prix Evropy po mylném výkladu pravidel, který zapříčinil zbytečné zastávky v boxech, skončil patnáctý. V Británii a Německu bodoval devátými místy. Čtrnácté místo v kvalifikaci na maďarskou grand prix bylo Schumacherovým nejhorším kvalifikačním umístěním roku 2010. Během velké ceny natlačil na cílové rovince Barrichella na boxovou zídku, za což dostal penalizaci posunu o deset míst na startovním roštu Velké ceny Belgie, ve které po startu z 21. místa za deštivého počasí vybojoval sedmou příčku. V Itálii si na konto připsal dva body za devátou pozici. V Singapuru se umístil jedenáctý. Po šestém místě v Japonsku vyrovnal v Grand Prix Koreje svůj nejlepší výsledek sezony, když potřetí dojel čtvrtý. O tři místa si pohoršil v Brazílii. V Abú Dhabí kolidoval s Barrichellem v prvním kole. Celkově obsadil deváté místo s 72 body, nejlépe dojel čtvrtý. V devatenácti závodech čtyřikrát v kvalifikaci a pětkrát v závodě porazil týmového kolegu Rosberga.

#### 2011

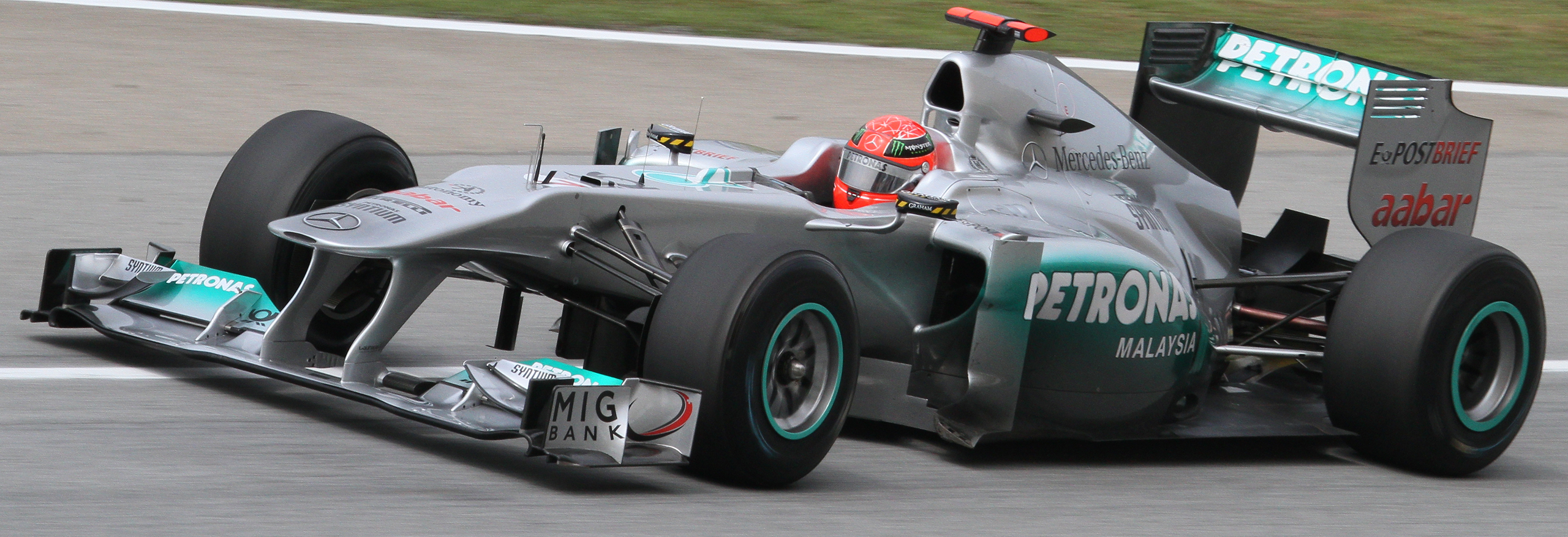
Schumacherův Mercedes při GP Malajsie 2011

Mistrovství světa formule 1 odstartovalo po nepokojích v Bahrajnu až Grand Prix Austrálie, kde Schumacher z bezpečnostních důvodů odstoupil kvůli poškození vozu od Alguersuariho. V Malajsii za deváté místo inkasoval dva body. Po startu ze čtrnáctého místa dojel v Grand Prix Číny osmý. V Turecku se poprvé v sezoně dostal do závěrečné části kvalifikace, po kolizi s Petrovem obsadil nebodovanou dvanáctou pozici. Do cíle Grand Prix Španělska dorazil šestý. Na startu monacké grand prix kolidoval z pátého místa s Hamiltonem a po 32 kolech odstoupil kvůli požáru monopostu. Během Velké ceny Kanady na mokré trati atakoval vedoucího Vettela, v závěru závodu jej na osychající trati předjeli Button a Webber a Schumacher získal čtvrté místo. Ve Valencii obsadil sedmnáctou příčku po kolizi s Petrovem na výjezdu z boxů. Po penalizaci stop&go za předjetí Kobajašiho Velkou cenu Velké Británie dokončil devátý. Na domácí trati se umístil osmý. V 26. kole Velké ceny Maďarska odstoupil kvůli závadě převodovky. První trénink na Grand Prix Belgie na deštivé trati vyhrál. Do závodu odstartoval z posledního 24. místa, když havaroval v úvodní části kvalifikace, v závodě se umístil pátý před šestým Rosbergem. Stejnou příčku obsadil i v Grand Prix Itálie. V 29. kole Grand Prix Singapuru při předjíždění Sergia Pereze těžce havaroval. Po startu z 8. místa obsadil v Japonsku šestou pozici. První trénink na Grand Prix Koreje, který se odehrál v deštivém počasí, vyhrál. Po dvanáctém místě v kvalifikaci byl v 15. kole vyřazen Vitalijem Petrovem. V Grand Prix Indie obsadil páté místo. V Grand Prix Abú Dhabí dokončil závod na 7. místě (po startu z 8. místa). V posledním závodě sezony se Schumacher umístil na patnáctý, když si při snaze dostat se před Bruna Sennu prorazil levou zadní pneumatiku a po její výměně pokračoval na posledním místě s velkou ztrátou. Senna byl později za tento incident potrestán. V šampionátu se umístil na osmém místě se 76 body, což je o 13 bodů méně, než získal jeho týmový kolega Nico Rosberg.

#### 2012
Z úvodní Grand Prix Austrálie, do které odstartoval ze 4. místa, jej vyřadila po deseti kolech převodovka. Ze třetího místa v kvalifikaci na Velkou cenu Malajsie si dojel po kolizi s Romainem Grosjeanem pro jeden bod za desátou příčku. Do čínské grand prix se kvalifikoval jako třetí, po dvanácti kolech jej ze závodu vyřadila chyba mechanika v boxech. V kvalifikaci na GP Bahrajnu si vyjel po problémech se systémem DRS až 18. příčku, po penalizaci za výměnu převodovky odstartoval z 22. pozice, závod dokončil desátý a získal jeden bod. V GP Španělska po startu ze sedmého místa ve 12. kole kolidoval s Brunem Sennou, za což jej sportovní komisaři potrestali posunem o pět míst na startovním roštu monacké velké ceny. Monackou kvalifikaci vyhrál, ale kvůli trestu z předchozí grand prix se mu výhra nepočítala jako další pole-position. Po startu ze šestého místa do něj najel Romain Grosjean, Schumacher se propadl a po stabilní jízdě na sedmém místě se kvůli potížích s tlakem paliva začal propadat a nakonec v 63. kole zajel do boxů a odstoupil. Ve Velké ceně Brazílie 2012, poslední VC v jeho kariéře závodního jezdce startoval ze 13.pozice. V závodě krátce po startu dostal defekt a propadl se na 20. místo. Díky bouračkám soupeřů a proměnlivému počasí se však dokázal probojovat až na 7. místo v cíli.
Před Velkou Cenou Japonska 2012 Michael Schumacher na tiskové konferenci oznámil, že po sezoně definitivně ukončí závodní kariéru ve Formuli 1.

## Helma
Schumacher na přilbě původně nosil pouze barvy německé vlajky a loga sponzorů, horní část pokrýval modrý kruh s bílými hvězdami. Později helmu doplnil šesti červenými proužky nad hledím, aby se odlišil od stájového kolegy Verstappena. Po příchodu k Ferrari si na zadní část přilby přidal vzpínajícího se koně. Od Monaka 2000, kdy změnil vzhled kvůli lepšímu rozlišení od Barrichella, používá současný design, kdy většinu přilby pokrývá červená barva. Zůstaly pouze německá vlajka, sponzorská loga a symbol Scuderie. Čtyřikrát při zvláštních příležitostech použil speciální design. V Japonsku 1998 vyměnil německou vlajku za šachovnicovou a bílou barvu za stříbrnou. Pro Grand Prix Itálie 2004 na počest Ferrari německou vlajku vystřídala italská. Při své poslední grand prix za Ferrari (Brazílie 2006) použil červenou přilbu bez reklam pouze s názvy vítězných grand prix v horní části. Zatím naposled použil jiné barvy při Grand Prix Belgie 2011 a to u příležitosti dvacetiletého působení ve formuli 1, respektive 300.startu. Přilba z 2011 měla zlatou barvu a byly na ní uvedeny letopočty 1991 a 2011, doplněné o sedm hvězdiček znázorňujících získané tituly mistra světa. Schumacher ve spojení s firmou Schuberth pomohl vyvinout první lehkou uhlíkovou přilbu, která jezdce ochlazuje proudícím vzduchem. V roce 2012 měla stříbrnou barvu. Při poslední GP své kariéry použil stejnou helmu, jen na ní byl vzkaz pro fanoušky: "Life is about passions, thank you for sharing mine" (překlad: Život je o vášních, děkuji, že jste se mnou sdíleli mou.)

## Kritika a kontroverzní momenty
Schumacherovu dlouhou kariéru provází kritika za několik kontroverzních momentů, mezi něž patří úmyslné kolize se soupeři o titul v posledních závodech sezony, nebezpečná jízda a závody poznamenané týmovou režií. V posledním závodě sezóny 1994 došlo ke střetu s Damonem Hillem, který na Schumachera v celkovém pořadí ztrácel jeden bod a měl tak reálnou šanci získat titul. Oba jezdci byli vinou kolize ze závodu vyřazeni a tak titul mistra světa získal Schumacher, který byl obviňován z úmyslného zavinění, avšak závodní komisaři kolizi ohodnotili jako běžný závodní incident. Další sporný závěrečný závod se odehrál v sezóně 1997, kdy Schumacher narazil do Villeneuvova vozu a vypadl ze závodu. Kanaďan závod dokončil a stal se mistrem světa a dva týdny po závodě byl Němec za úmyslné způsobení kolize diskvalifikován z celé sezóny 1997.
Za nebezpečnou jízdu byl potrestán v Kanadě v roce 1997 za kolizi s Frentzenem a dále po kvalifikaci na Grand Prix Monaka 2006, kde Schumacher svým odstaveným vozem zablokoval zatáčku Rascasse, což podle traťových komisařů udělal úmyslně, aby jeho soupeř Fernando Alonso nemohl zajet lepší čas. Za přitlačení Rubense Barrichella ke zdi v Gran Prix Maďarska 2010 byl potrestán posunem o deset míst na roštu následující grand prix. Některé Schumacherovy výsledky v týmu Ferrari poznamenala týmová režie. Nejznámějším příkladem je Grand Prix Rakouska 2002, kde vedoucí Rubens Barrichello na pokyn týmu na cílové rovince v posledním kole pustil Schumachera před sebe a daroval mu tak vítězství. Němec se pak na stupních vítězů odmítl postavit na místo vítěze, na které gentlemansky pustil svého kolegu, jemuž na místě ihned předal i vítěznou trofej.

## Ocenění

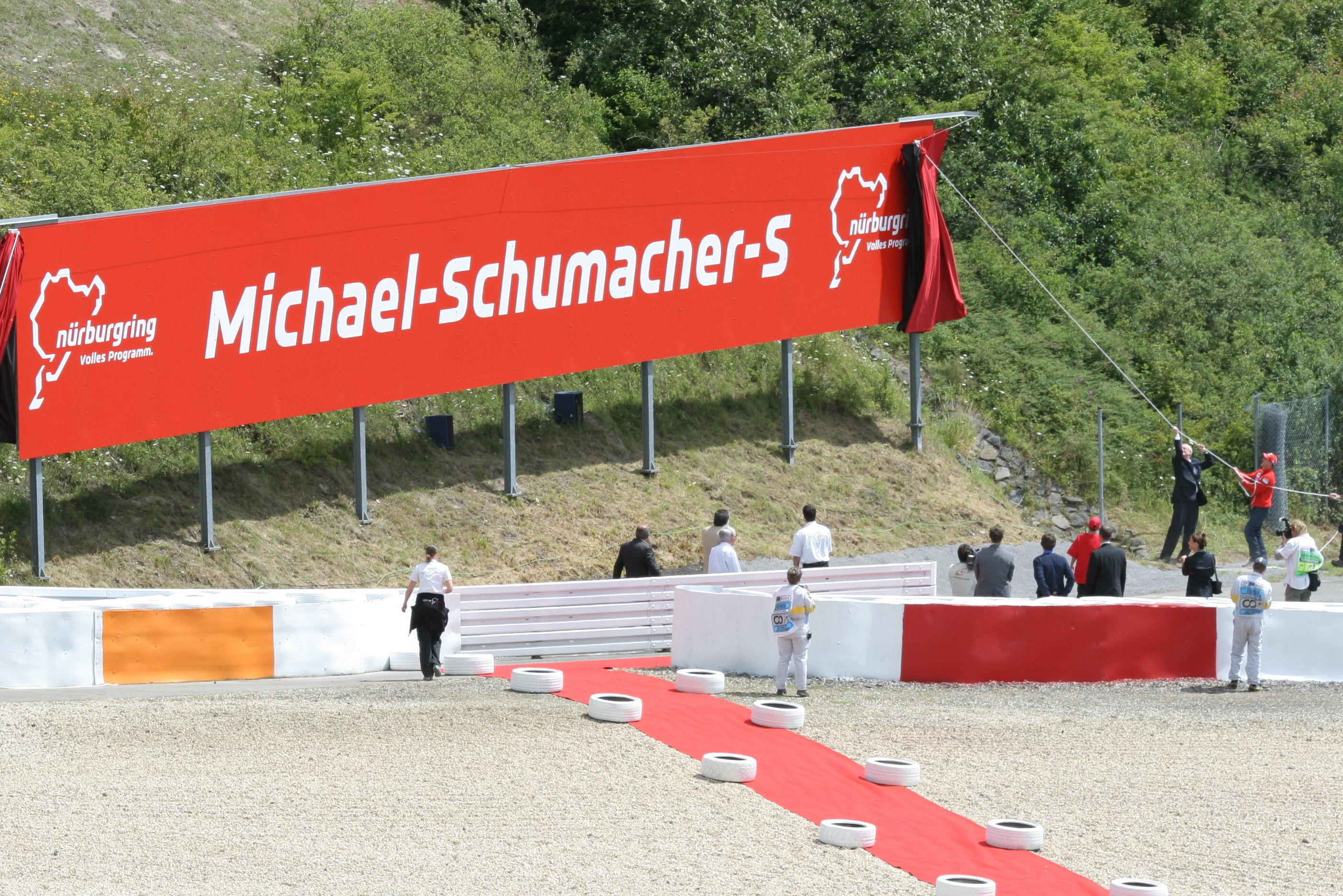
Schumacher S na Nürburgringu

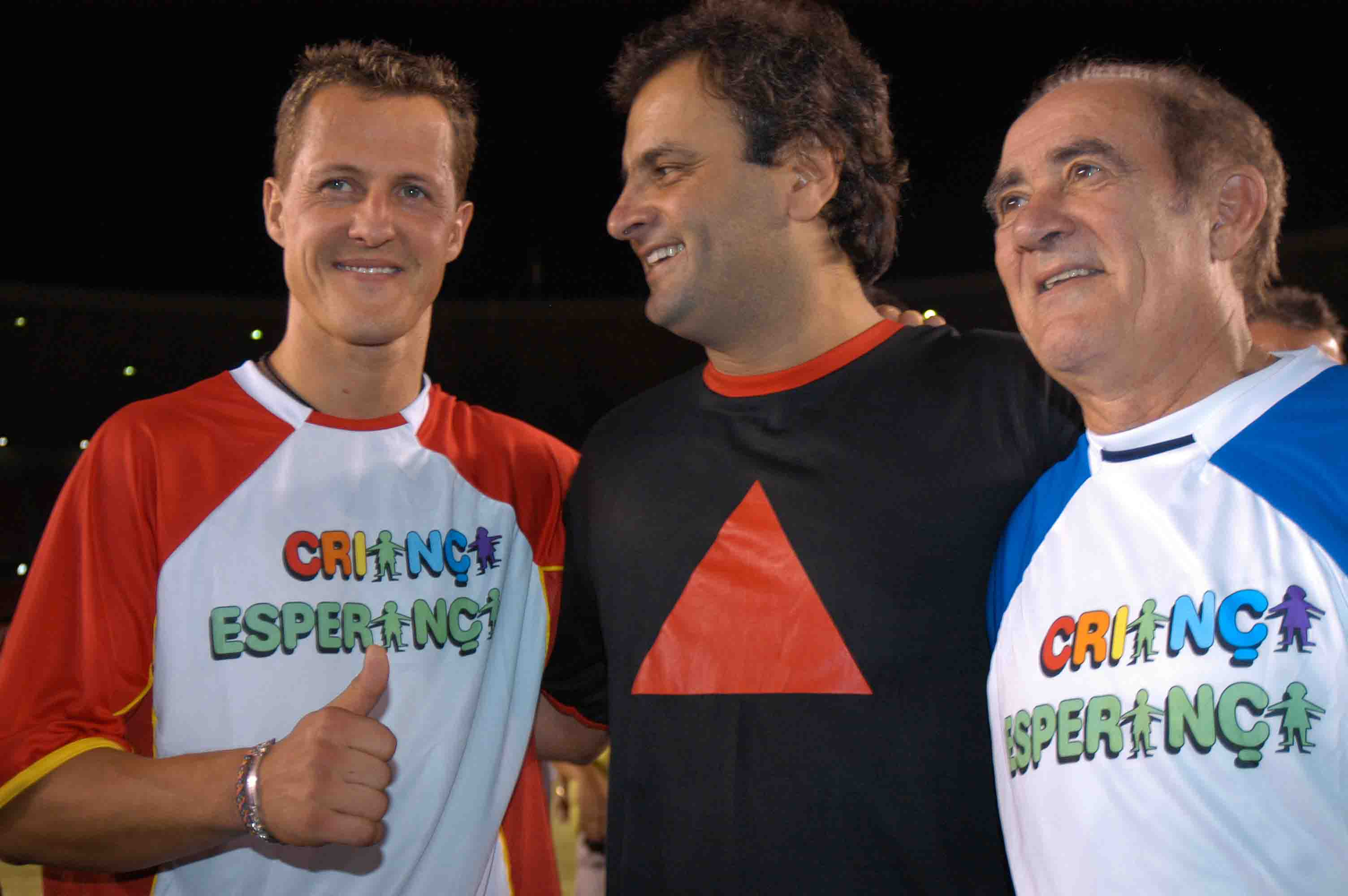
Schumacher před charitativním fotbalovým zápasem

Během své kariéry obdržel četná ocenění. Roku 1992 mu ADAC udělil titul nejlepšího sportovce v motorsportu, o rok později získal Zlatý volant od bulvárního časopisu Bild am Sonntag. V roce 1995 se stal sportovcem Německa. Mezi lety 2001–2003 třikrát za sebou získal titul evropského sportovce roku a také titul šampiona šampionů od deníku L'Équipe. V letech 2001–2002 jej deník La Gazzetta dello Sport vyhlásil sportovcem roku. Roku 2001 mu město Modena udělilo čestné občanství, následující rok obdržel Řád za zásluhy o Italskou republiku, v roce 2003 jej San Marino jmenovalo svým zvláštním vyslancem. V dubnu 2002 byl jmenován za své přispění sportu Šampionem sportu UNESCO. V letech 2002 a 2004 získal titul světového sportovce roku. Na tuto cenu byl nominován také v letech 2001, 2003, 2005 a 2007; nikdo jiný nebyl vícekrát nominován než Schumacher.
V roce 2004 byl vyhlášen sportovcem roku v Německu a sportovcem století (ZDF). Od roku 2005 patří mezi členy Spolku sportovců za dárcovství orgánů. Roku 2006 převzal na slavnostním večeru FIA zlatou medaili za přínos automobilovému sportu (za svou kariéru a úsilí o bezpečnost F1). Ve stejném roce jej město Maranello poctilo čestným občanstvím. Od roku 2007 nese vlásenka zatáček osm a devět na Nürburgringu na jeho počest název Schumacher S. V roce 2007 obdržel Cenu prince Austruského v oblasti sportu za své sportovní výkony a angažovanost v humanitární pomoci. Švýcarská fotbalová asociace jej ustanovila svým velvyslancem pro Mistrovství Evropy ve fotbale 2008. 30. dubna 2010 od francouzského premiéra François Fillona dostal vyznamenání důstojníka Řádu čestné legie.

## Charita
Od roku 1995 podporuje projekt UNESCO Děti v nouzi a vykonává funkci zvláštního vyslance UNICEF pro sport a výchovu. Finanční prostředky získává především organizací exhibičních fotbalových utkání se známými osobnostmi. Od roku 1997 přispívá do rozpočtů dětských fondů UNESCO a UNICEF. Obětem zemětřesení v Jižní Asii v roce 2004 daroval prostřednictvím organizace UNICEF deset milionů dolarů (více než celá Česká republika). Díky jeho příspěvkům se vybudovala škola v Dakaru, nemocnice v Sarajevu nebo středisko pro opuštěné děti v Limě. Celková suma, kterou daroval na charitativní účely není známa, avšak v letech 2002–2006 daroval nejméně padesát milionů dolarů.

## Zajímavosti
Schumacher vlastní model každého monopostu F1, ve kterém závodil, kromě benettonů z let 1992 a 1994. V roce 1992 byl po něm pojmenován asteroid (15761) Schumi. Třikrát vystoupil ve filmu: ve snímku Auta, kde namluvil Ferrari F430, ve filmu Asterix a Olympijské hry, kde hrál vozataje červené stáje, a ve filmu Horst Schlämmer – Isch kandidiere!. Hovoří plynně italsky.

## Kompletní výsledky ve Formuli 1
| Legenda k tabulce | Legenda k tabulce                                                                       |
| Barva             | Výsledek                                                                                |
| ----------------- | --------------------------------------------------------------------------------------- |
| Zlatá             | Vítěz                                                                                   |
| Stříbrná          | 2. místo                                                                                |
| Bronzová          | 3. místo                                                                                |
| Zelená            | Bodované umístění                                                                       |
| Modrá             | Nebodované umístění                                                                     |
| Modrá             | Dokončil neklasifikován (NC)                                                            |
| Fialová           | Odstoupil (Ret)                                                                         |
| Červená           | Nekvalifikoval se (DNQ)                                                                 |
| Červená           | Nepředkvalifikoval se (DNPQ)                                                            |
| Černá             | Diskvalifikován (DSQ)                                                                   |
| Bílá              | Nestartoval (DNS)                                                                       |
| Bílá              | Závod zrušen (C)                                                                        |
| Světle modrá      | Pouze trénoval (PO)                                                                     |
| Světle modrá      | Páteční testovací jezdec (TD)                                                           |
| Bez barvy         | Netrénoval (DNP)                                                                        |
| Bez barvy         | Vyřazen (EX)                                                                            |
| Bez barvy         | Nepřijel (DNA)                                                                          |
| Bez barvy         | Odvolal účast (WD)                                                                      |
| Bez barvy         | Nezúčastnil se (prázdné)                                                                |
| Označení          | Význam                                                                                  |
| Tučnost           | Pole position                                                                           |
| Kurzíva           | Nejrychlejší kolo                                                                       |
| †                 | Jezdec nedojel do cíle, ale byl klasifikován, protože odjel více než 90 % délky závodu. |
| ‡                 | Byl udělován poloviční počet bodů, protože bylo odjeto méně než 75 % délky závodu.      |
| Horní index       | Umístění bodujících jezdců ve sprintu                                                   |

| Rok                                                      | Tým                           | Šasi             | Motor                        | 1       | 2      | 3       | 4       | 5       | 6       | 7       | 8       | 9       | 10      | 11      | 12      | 13      | 14      | 15      | 16      | 17      | 18     | 19      | 20    | Body | Umístění  |
| -------------------------------------------------------- | ----------------------------- | ---------------- | ---------------------------- | ------- | ------ | ------- | ------- | ------- | ------- | ------- | ------- | ------- | ------- | ------- | ------- | ------- | ------- | ------- | ------- | ------- | ------ | ------- | ----- | ---- | --------- |
| 1991                                                     | Team 7UP Jordan               | Jordan 191       | Ford HB 3.5 V8               | USA     | BRA    | SMR     | MON     | CAN     | MEX     | FRA     | GBR     | GER     | HUN     | BEL Ret |         |         |         |         |         |         |        |         |       | 4    | 14. místo |
| 1991                                                     | Camel Benetton Ford           | Benetton B191    | Ford HB 3.5 V8               |         |        |         |         |         |         |         |         |         |         |         | ITA 5   | POR 6   | ESP 6   | JPN Ret | AUS Ret |         |        |         |       | 4    | 14. místo |
| 1992                                                     | Camel Benetton Ford           | Benetton B191B   | Ford HB 3.5 V8               | RSA 4   | MEX 3  | BRA 3   |         |         |         |         |         |         |         |         |         |         |         |         |         |         |        |         |       | 53   | 3. místo  |
| 1992                                                     | Camel Benetton Ford           | Benetton B192    | Ford HB 3.5 V8               |         |        |         | ESP 2   | SMR Ret | MON 4   | CAN 2   | FRA Ret | GBR 4   | GER 3   | HUN Ret | BEL 1   | ITA 3   | POR 7   | JPN Ret | AUS 2   |         |        |         |       | 53   | 3. místo  |
| 1993                                                     | Camel Benetton Ford           | Benetton B193    | Ford HB 3.5 V8               | RSA Ret | BRA 3  |         |         |         |         |         |         |         |         |         |         |         |         |         |         |         |        |         |       | 52   | 4. místo  |
| 1993                                                     | Camel Benetton Ford           | Benetton B193B   | Ford HB 3.5 V8               |         |        | EUR Ret | SMR 2   | ESP 3   | MON Ret | CAN 2   | FRA 3   | GBR 2   | GER 2   | HUN Ret | BEL 2   | ITA Ret | POR 1   | JPN Ret | AUS Ret |         |        |         |       | 52   | 4. místo  |
| 1994                                                     | Mild Seven Benetton Ford      | Benetton B194    | Ford Zetec-R 3.5 V8          | BRA 1   | PAC 1  | SMR 1   | MON 1   | ESP 2   | CAN 1   | FRA 1   | GBR DSQ | GER Ret | HUN 1   | BEL DSQ | ITA Ex  | POR Ex  | EUR 1   | JPN 2   | AUS Ret |         |        |         |       | 92   | 1. místo  |
| 1995                                                     | Mild Seven Benetton Renault   | Benetton B195    | Renault RS7 3.0 V10          | BRA 1   | ARG 3  | SMR Ret | ESP 1   | MON 1   | CAN 5   | FRA 1   | GBR Ret | GER 1   | HUN Ret | BEL 1   | ITA Ret | POR 2   | EUR 1   | PAC 1   | JPN 1   | AUS Ret |        |         |       | 102  | 1. místo  |
| 1996                                                     | Scuderia Ferrari S.p.A.       | Ferrari F310     | Ferrari 046 3.0 V10          | AUS Ret | BRA 3  | ARG Ret | EUR 2   | SMR 2   | MON Ret | ESP 1   | CAN Ret | FRA DNS | GBR Ret | GER 4   | HUN 9   | BEL 1   | ITA 1   | POR 3   | JPN 2   |         |        |         |       | 59   | 3. místo  |
| 1997                                                     | Scuderia Ferrari Marlboro     | Ferrari F310B    | Ferrari 046/2 3.0 V10        | AUS 2   | BRA 5  | ARG Ret | SMR 2   | MON 1   | ESP 4   | CAN 1   | FRA 1   | GBR Ret | GER 2   | HUN 4   | BEL 1   | ITA 6   | AUT 6   | LUX Ret | JPN 1   | EUR Ret |        |         |       | DSQ  | 78        |
| 1998                                                     | Scuderia Ferrari Marlboro     | Ferrari F300     | Ferrari 047 3.0 V10          | AUS Ret | BRA 3  | ARG 1   | SMR 2   | ESP 3   | MON 10  | CAN 1   | FRA 1   | GBR 1   | AUT 3   | GER 5   | HUN 1   | BEL Ret | ITA 1   | LUX 2   | JPN Ret |         |        |         |       | 86   | 2. místo  |
| 1999                                                     | Scuderia Ferrari Marlboro     | Ferrari F399     | Ferrari 048 3.0 V10          | AUS 8   | BRA 2  | SMR 1   | MON 1   | ESP 3   | CAN Ret | FRA 5   | GBR Ret | AUT     | GER     | HUN     | BEL     | ITA     | EUR     | MAL 2   | JPN 2   |         |        |         |       | 44   | 5. místo  |
| 2000                                                     | Scuderia Ferrari Marlboro     | Ferrari F1-2000  | Ferrari 049 3.0 V10          | AUS 1   | BRA 1  | SMR 1   | GBR 3   | ESP 5   | EUR 1   | MON Ret | CAN 1   | FRA Ret | AUT Ret | GER Ret | HUN 2   | BEL 2   | ITA 1   | USA 1   | JPN 1   | MAL 1   |        |         |       | 108  | 1. místo  |
| 2001                                                     | Scuderia Ferrari Marlboro     | Ferrari F2001    | Ferrari 050 3.0 V10          | AUS 1   | MAL 1  | BRA 2   | SMR Ret | ESP 1   | AUT 2   | MON 1   | CAN 2   | EUR 1   | FRA 1   | GBR 2   | GER Ret | HUN 1   | BEL 1   | ITA 4   | USA 2   | JPN 1   |        |         |       | 123  | 1. místo  |
| 2002                                                     | Scuderia Ferrari Marlboro     | Ferrari F2001    | Ferrari 050 3.0 V10          | AUS 1   | MAL 3  |         |         |         |         |         |         |         |         |         |         |         |         |         |         |         |        |         |       | 144  | 1. místo  |
| 2002                                                     | Scuderia Ferrari Marlboro     | Ferrari F2002    | Ferrari 051 3.0 V10          |         |        | BRA 1   | SMR 1   | ESP 1   | AUT 1   | MON 2   | CAN 1   | EUR 2   | GBR 1   | FRA 1   | GER 1   | HUN 2   | BEL 1   | ITA 2   | USA 2   | JPN 1   |        |         |       | 144  | 1. místo  |
| 2003                                                     | Scuderi Ferrari Marlboro      | Ferrari F2002    | Ferrari 051 3.0 V10          | AUS 4   | MAL 6  | BRA Ret | SMR 1   |         |         |         |         |         |         |         |         |         |         |         |         |         |        |         |       | 93   | 1. místo  |
| 2003                                                     | Scuderi Ferrari Marlboro      | Ferrari F2003-GA | Ferrari 052 3.0 V10          |         |        |         |         | ESP 1   | AUT 1   | MON 3   | CAN 1   | EUR 5   | FRA 3   | GBR 4   | GER 7   | HUN 8   | ITA 1   | USA 1   | JPN 8   |         |        |         |       | 93   | 1. místo  |
| 2004                                                     | Scuderia Ferrari Marlboro     | Ferrari F2004    | Ferrari 053 3.0 V10          | AUS 1   | MAL 1  | BHR 1   | SMR 1   | ESP 1   | MON Ret | EUR 1   | CAN 1   | USA 1   | FRA 1   | GBR 1   | GER 1   | HUN 1   | BEL 2   | ITA 2   | CHN 12  | JPN 1   | BRA 7  |         |       | 148  | 1. místo  |
| 2005                                                     | Scuderia Ferrari Marlboro     | Ferrari F2004M   | Ferrari 054 3.0 V10          | AUS Ret | MAL 7  |         |         |         |         |         |         |         |         |         |         |         |         |         |         |         |        |         |       | 62   | 3. místo  |
| 2005                                                     | Scuderia Ferrari Marlboro     | Ferrari F2005    | Ferrari 055 3.0 V10          |         |        | BHR Ret | SMR 2   | ESP Ret | MON 7   | EUR 5   | CAN 2   | USA 1   | FRA 3   | GBR 6   | GER 5   | HUN 2   | TUR Ret | ITA 10  | BEL Ret | BRA 4   | JPN 7  | CHN Ret |       | 62   | 3. místo  |
| 2006                                                     | Scuderia Ferrari Marlboro     | Ferrari 248 F1   | Ferrari 056 2.4 V8           | BHR 2   | MAL 6  | AUS Ret | SMR 1   | EUR 1   | ESP 2   | MON 5   | GBR 2   | CAN 2   | USA 1   | FRA 1   | GER 1   | HUN 8†  | TUR 3   | ITA 1   | CHN 1   | JPN Ret | BRA 4  |         |       | 121  | 2. místo  |
| 2007 – 2009: Michael Schumacher se neúčastnil Formule 1. |                               |                  |                              |         |        |         |         |         |         |         |         |         |         |         |         |         |         |         |         |         |        |         |       |      |           |
| 2010                                                     | Mercedes GP                   | Mercedes MGP W01 | Mercedes-Benz FO 108W 2,4 V8 | BHR 6   | AUS 10 | MAL Ret | CHN 10  | ESP 4   | MON 12  | TUR 4   | CAN 11  | EUR 15  | GBR 9   | GER 9   | HUN 11  | BEL 7   | ITA 9   | SIN 13  | JPN 6   | KOR 4   | BRA 7  | ABU Ret |       | 72   | 9. místo  |
| 2011                                                     | Mercedes GP                   | Mercedes MGP W02 | Mercedes-Benz FO 108W 2,4 V8 | AUS Ret | MAL 9  | CHN 8   | TUR 12  | ESP 6   | MON Ret | CAN 4   | EUR 17  | GBR 9   | GER 8   | HUN Ret | BEL 5   | ITA 5   | SIN Ret | JPN 6   | KOR Ret | IND 5   | ABU 7  | BRA 15  |       | 76   | 8. místo  |
| 2012                                                     | Mercedes AMG Petronas F1 Team | Mercedes F1 W03  | Mercedes FO 108Z 2.4 V8      | AUS Ret | MAL 10 | CHN Ret | BHR 10  | ESP Ret | MON Ret | CAN Ret | EUR 3   | GBR 7   | GER 7   | HUN Ret | BEL 7   | ITA 6   | SIN Ret | JPN 11  | KOR 13  | IND 22† | ABU 11 | USA 16  | BRA 7 | 49   | 13. místo |

## Rekordy ve Formuli1

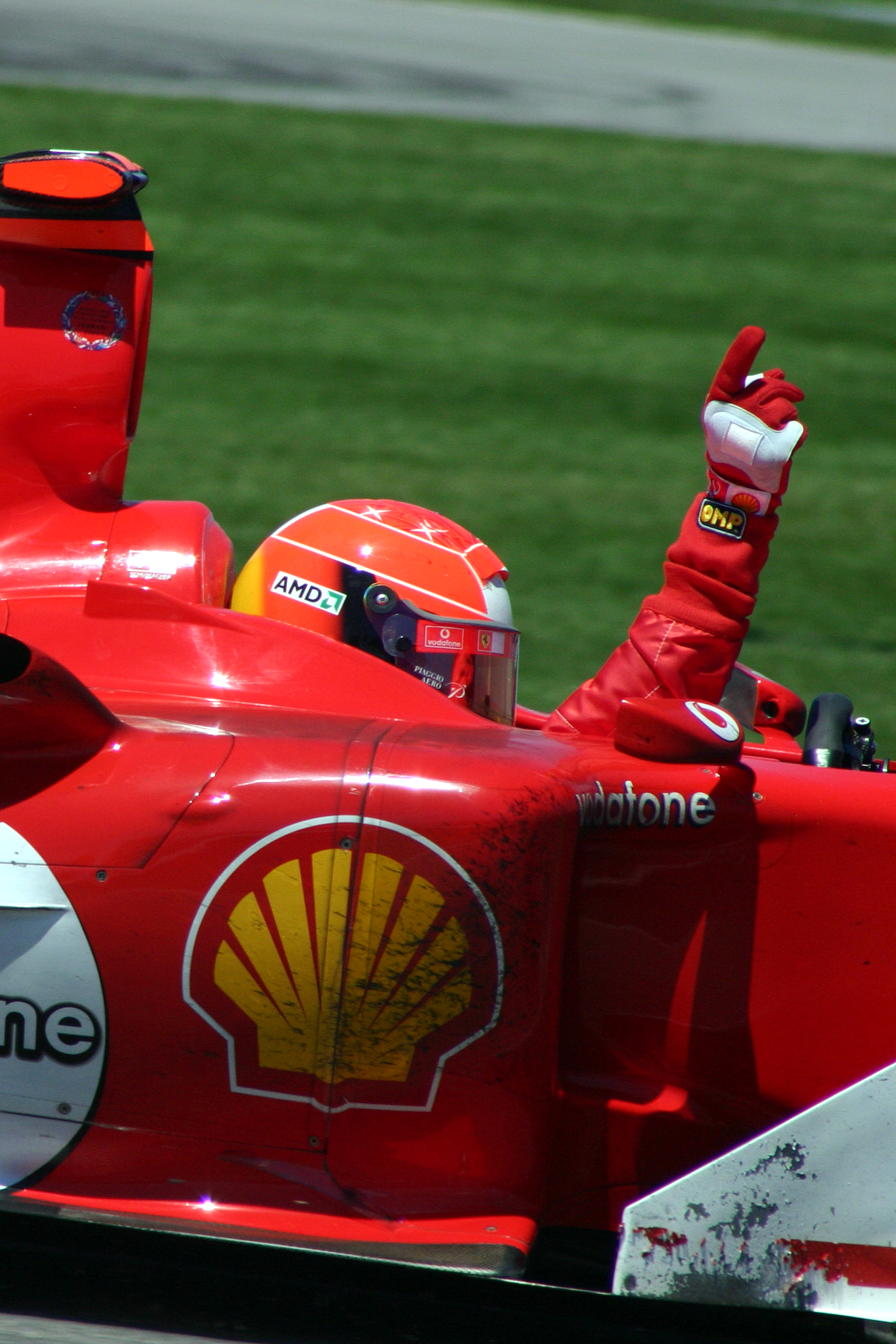
Schumacherovo vítězné gesto (2004)

| Rekord                                             | Počet                            |
| -------------------------------------------------- | -------------------------------- |
| Tituly mistra světa                                | 7 (1994, 1995, 2000–2004)*1      |
| Série titulů                                       | 5 (2000–2004)                    |
| Série vítězství                                    | 7 (2004, Evropa–Maďarsko)        |
| Vítězství v jedné grand prix                       | 8 (Francie)*1                    |
| Nejdelší čas mezi první a posledním vítězstvím     | 14 let, 32 dní                   |
| Druhá místa                                        | 43                               |
| Série umístění na stupních vítězů                  | 19 (USA 2001–Japonsko 2002)      |
| Série umístění na první a druhém místě             | 15 (Brazílie 2002–Japonsko 2002) |
| Nejrychlejší kola                                  | 78                               |
| Double (pole position a vítězství)                 | 40                               |
| Hattrick (pole position, nejrychlejší kolo, výhra) | 22                               |
| Výhry v Monze                                      | 5                                |
| Výhry v sezoně                                     | 13 (72 %) (2004)*2               |
| Nejrychlejší kola v jedné sezoně                   | 10 (2004)                        |
| Stupně vítězů v jedné sezoně                       | 17 (100 %) (2002)                |
| Největší bodový rozdíl mezi prvním a druhým        | 67 (2002)                        |
| Série let s výhrou                                 | 15 (1992–2006)*1                 |
| Závody s jedním týmem                              | 181 (Ferrari)                    |

*1 sdílí s Lewisem Hamiltonem
*2 překonán Maxem Verstappenem